# Giải vô địch bóng đá châu Âu 2024
Giải vô địch bóng đá châu Âu 2024 (tiếng Đức: Fußball-Europameisterschaft 2024), thường được gọi là UEFA Euro 2024 (cách điệu thành UEFA EURO 2024) hay đơn giản là Euro 2024, là lần tổ chức thứ 17 của Giải vô địch bóng đá châu Âu, giải bóng đá quốc tế bốn năm một lần do UEFA tổ chức cho các đội tuyển bóng đá quốc gia nam của châu Âu. Giải được diễn ra tại Đức từ ngày 14 tháng 6 đến ngày 14 tháng 7 năm 2024, bao gồm 24 đội tuyển, trong đó Gruzia là đội lần đầu tiên được tham dự vòng chung kết Giải vô địch bóng đá châu Âu.
Đây là lần thứ ba các trận đấu của Giải vô địch bóng đá châu Âu được diễn ra trên lãnh thổ Đức và cũng là lần thứ hai dưới tư cách là một nước Đức thống nhất, sau khi Tây Đức đã đăng cai Euro 1988 và 4 trận đấu của Euro 2020 được tổ chức tại 11 quốc gia diễn ra ở München. Đây là lần đầu tiên giải đấu được tổ chức tại nơi trước đây là Đông Đức cũ, với Leipzig là một thành phố đăng cai và cũng như giải đấu lớn đầu tiên kể từ Giải vô địch bóng đá thế giới 2006 mà Đức là quốc gia chủ nhà duy nhất. Giải đấu tổ chức trở lại theo chu kỳ bốn năm một lần như thông thường sau khi Euro 2020 bị hoãn sang năm 2021 do ảnh hưởng của đại dịch COVID-19.
Ý là đương kim vô địch của giải đấu sau khi đánh bại Anh trên loạt sút luân lưu trong trận chung kết năm 2020, nhưng họ đã không thể bảo vệ thành công chức vô địch khi nhận thất bại 0–2 trước Thụy Sĩ ở vòng 16 đội. Trong khi đó, đội chủ nhà Đức đã bị Tây Ban Nha loại ở tứ kết. Tây Ban Nha trở thành đội tuyển đầu tiên giành bốn chức vô địch Euro sau khi đánh bại Anh với tỷ số 2–1 trong trận chung kết. Bên cạnh đó, đây cũng là lần thứ hai liên tiếp Anh nhận ngôi á quân của giải.

## Quá trình đăng cai
Vào ngày 8 tháng 3 năm 2017, UEFA đã công bố rằng chỉ có 2 quốc gia Đức và Thổ Nhĩ Kỳ đã công bố ý định của họ để tổ chức giải đấu trước thời hạn ngày 3 tháng 3 năm 2017.
Chủ nhà đã được lựa chọn vào ngày 27 tháng 9 năm 2018 ở Nyon, Thụy Sĩ.
| Quốc gia                | Bỏ phiếu |
| ----------------------- | -------- |
| Đức                     | 12       |
| Thổ Nhĩ Kỳ              | 4        |
| Không tham gia bỏ phiếu | 1        |
| Tổng số                 | 17       |

Ủy ban điều hành UEFA đã bỏ phiếu cho chủ nhà trong một lá phiếu bí mật, chỉ với đa số đơn giản cần thiết để xác định chủ nhà. Trong trường hợp bắt buộc, chủ tịch UEFA sẽ bỏ phiếu quyết định. Trong số 20 thành viên của Ủy ban điều hành, hai người không đủ điều kiện để bỏ phiếu và một người vắng mặt, để lại tổng cộng 17 thành viên bỏ phiếu.

## Địa điểm
Đức có rất nhiều sân vận động thỏa mãn yêu cầu sức chứa tối thiểu của UEFA là 40.000 chỗ ngồi cho các trận đấu ở Giải vô địch châu Âu.
Chín địa điểm được sử dụng tại Giải vô địch bóng đá thế giới 2006 đã được chọn: Berlin, Dortmund, München, Köln, Stuttgart, Hamburg, Leipzig, Frankfurt và Gelsenkirchen. Düsseldorf không được sử dụng vào năm 2006 nhưng trước đây đã được sử dụng cho Giải vô địch bóng đá thế giới 1974 và Giải vô địch bóng đá châu Âu 1988, sẽ phục vụ như một địa điểm thứ 10, ngược lại, Hanover, Nuremberg và Kaiserslautern, thành phố chủ nhà vào năm 2006, sẽ không được sử dụng cho giải vô địch này.
Weser-Stadion của Bremen (37.441), Borussia-Park của Mönchengladbach (46.249), Niedersachsenstadion của Hanover (43.000), Max-Morlock-Stadion của Nuremberg (41.000) và Sân vận động Fritz Walter của Kaiserslautern (46.000) đã không được chọn. Các địa điểm này được bao phủ tất cả các vùng chính của Đức nhưng khu vực có số lượng địa điểm cao nhất tại Giải vô địch bóng đá châu Âu 2024 là khu vực đô thị sông Rhine-Ruhr tại bang North Rhine-Westphalia, với 4 trong số 10 thành phố chủ nhà (Dortmund, Düsseldorf, Gelsenkirchen và Cologne) ở đó.
| Berlin                                             | München                                      | Dortmund                                         | Stuttgart                             |
| -------------------------------------------------- | -------------------------------------------- | ------------------------------------------------ | ------------------------------------- |
| Sân vận động Olympic (Sân vận động Olympic Berlin) | Allianz Arena (Munich Football Arena)        | Signal Iduna Park (Sân vận động BVB Dortmund)    | MHPArena (Stuttgart Arena)            |
| Sức chứa: 74.461                                   | Sức chứa: 70.076                             | Sức chứa: 65.849                                 | Sức chứa: 54.906                      |
|                                                    |                                              |                                                  |                                       |
| Gelsenkirchen                                      | Giải vô địch bóng đá châu Âu 2024 (Thế giới) | Giải vô địch bóng đá châu Âu 2024 (Thế giới)     | Frankfurt am Main                     |
| Veltins-Arena (Arena AufSchalke)                   | Giải vô địch bóng đá châu Âu 2024 (Thế giới) | Giải vô địch bóng đá châu Âu 2024 (Thế giới)     | Deutsche Bank Park (Frankfurt Arena)  |
| Sức chứa: 54.740                                   | Giải vô địch bóng đá châu Âu 2024 (Thế giới) | Giải vô địch bóng đá châu Âu 2024 (Thế giới)     | Sức chứa: 54.697                      |
|                                                    | Giải vô địch bóng đá châu Âu 2024 (Thế giới) | Giải vô địch bóng đá châu Âu 2024 (Thế giới)     |                                       |
| Hamburg                                            | Düsseldorf                                   | Köln                                             | Leipzig                               |
| Volksparkstadion (Volksparkstadion Hamburg)        | Merkur Spiel-Arena (Düsseldorf Arena)        | Sân vận động RheinEnergie (Sân vận động Cologne) | Red Bull Arena (Sân vận động Leipzig) |
| Sức chứa: 52.245                                   | Sức chứa: 51.031                             | Sức chứa: 49.827                                 | Sức chứa: 42.959                      |
|                                                    |                                              |                                                  |                                       |

### Trại đóng quân
| Đội tuyển    | Trại đóng quân         |
| ------------ | ---------------------- |
| Đức          | Herzogenaurach         |
| Scotland     | Garmisch-Partenkirchen |
| Hungary      | Weiler-Simmerberg      |
| Thụy Sĩ      | Stuttgart              |
| Tây Ban Nha  | Donaueschingen         |
| Croatia      | Neuruppin              |
| Ý            | Iserlohn               |
| Albania      | Kamen                  |
| Slovenia     | Wuppertal              |
| Đan Mạch     | Freudenstadt           |
| Serbia       | Augsburg               |
| Anh          | Blankenhain            |
| Ba Lan       | Hanover                |
| Hà Lan       | Wolfsburg              |
| Áo           | Berlin                 |
| Pháp         | Bad Lippspringe        |
| Bỉ           | Ludwigsburg            |
| Slovakia     | Mainz                  |
| România      | Würzburg               |
| Ukraina      | Wiesbaden              |
| Thổ Nhĩ Kỳ   | Barsinghausen          |
| Gruzia       | Velbert                |
| Bồ Đào Nha   | Harsewinkel            |
| Cộng hòa Séc | Hamburg                |

### Bán vé
Vé vào các địa điểm được UEFA bán trực tiếp qua trang web của mình hoặc được phân phối bởi các hiệp hội bóng đá của 24 đội vào chung kết. Việc bán vé bắt đầu vào ngày 3 tháng 10 năm 2023. Hơn 80% trong số 2,7 triệu vé cho 51 trận đấu của giải đấu đã được bán cho người hâm mộ các đội tham gia và công chúng nói chung. Người hâm mộ của mỗi đội tham gia được phân bổ 10.000 vé cho các trận đấu vòng bảng, 6.000 vé cho vòng 16 đội và tứ kết, 7.000 vé cho bán kết và 10.000 vé cho trận chung kết. Hơn 50 triệu đơn đăng ký từ 206 quốc gia đã được tiếp nhận. Bên cạnh người hâm mộ Đức, nhiều vé nhất được yêu cầu bởi người hâm mộ ủng hộ Thổ Nhĩ Kỳ, Hungary, Anh, Albania và Croatia. Giá dao động từ €30 (euro, cho một chỗ ngồi phía sau khung thành ở trận đấu vòng bảng) đến €1.000 (cho một chỗ ngồi trên khán đài chính ở trận chung kết).

## Vòng loại
Với tư cách là chủ nhà, Đức đã tự động vượt qua vòng loại cho giải đấu. 23 suất còn lại được xác định thông qua vòng loại, với vòng bảng sẽ diễn ra từ tháng 3 đến tháng 11 năm 2023 và các trận play-off được liên kết với UEFA Nations League 2022–24 vào tháng 3 năm 2024. Lễ bốc thăm vòng loại được diễn ra ở Hamburg vào ngày 9 tháng 10 năm 2022.
Thể thức tương tự như vòng loại Euro 2020. Ở vòng loại thứ nhất (vòng bảng), 53 đội được chia thành 10 bảng, trong đó có 7 bảng 5 đội và 3 bảng 6 đội. Lễ bốc thăm vòng loại sẽ diễn ra vào ngày 9 tháng 10 năm 2022, sau khi vòng bảng của UEFA Nations League 2022–23 kết thúc. Bốn đội lọt vào vòng chung kết của Nations League được bốc vào các bảng đấu có 5 đội (để các đội có thể thi đấu vòng chung kết Nations League diễn ra vào tháng 6 năm 2023). Vòng loại diễn ra từ tháng 3 đến tháng 11 năm 2023, trong khi vòng play-off được diễn ra vào tháng 3 năm 2024.

### Các đội tham dự
Trong số 24 đội đủ điều kiện tham dự giải đấu, 19 đội đã trở lại từ giải đấu trước. Trong số đó có nhà đương kim vô địch Ý và á quân Anh, cũng như á quân World Cup Pháp và đội giành hạng ba Croatia. Bồ Đào Nha là đội duy nhất vượt qua vòng loại với thành tích xuất sắc, trong khi Pháp, Anh, Bỉ, Hungary và Romania vượt qua vòng loại mà không thua.
Albania và Romania đã trở lại sau 8 năm vắng mặt kể từ kỳ Euro 2016, trong đó Albania chỉ đủ điều kiện tham dự giải đấu lớn thứ hai của họ. Serbia và Slovenia đều trở lại sau 24 năm kể lần đầu tiên kể từ Euro 2000, với việc Serbia lần đầu tiên vượt qua vòng loại ở giải đấu hiện tại và Slovenia đủ điều kiện tham dự giải đấu lớn thứ tư với tư cách là một quốc gia độc lập. Gruzia lần đầu tiên tham dự giải với tư cách là một quốc gia độc lập sau khi tách khỏi Liên Xô vào năm 1991.
Thụy Điển không vượt qua vòng loại lần đầu tiên kể từ Euro 1996 và cũng là lần thứ hai không thể tham gia giải đấu lớn sau World Cup 2022, trong khi Nga đã bị cấm hoàn toàn khỏi vòng loại sau cuộc xâm lược Ukraina, lần đầu tiên một đội tuyển quốc gia bị cấm tham gia giải đấu kể từ Nam Tư vào năm 1992. Xứ Wales không vượt qua vòng loại sau khi góp mặt 2 kỳ Euro liên tiếp vào năm 2016 và 2020. Sau khi ra mắt ở giải đấu trước, Bắc Macedonia và Phần Lan không tham gia giải đấu này.

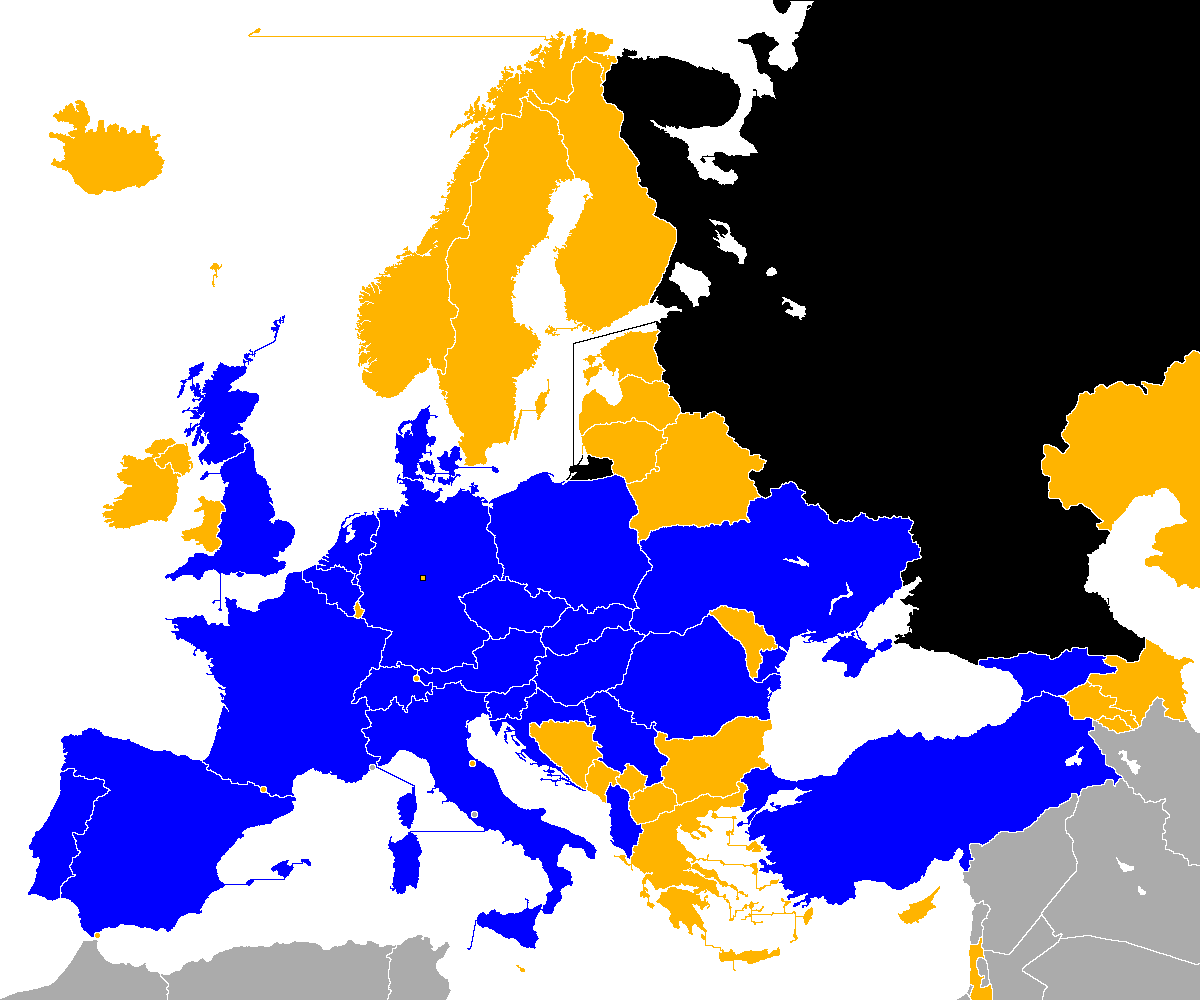
Đội đã vượt qua vòng loại tham dự UEFA Euro 2024
Đội đã bị cấm tham dự
Đội không vượt qua vòng loại

| Đội tuyển    | Tư cách vượt qua vòng loại | Ngày vượt qua vòng loại | Tham dự lần trước trong giải đấu                                                  |
| ------------ | -------------------------- | ----------------------- | --------------------------------------------------------------------------------- |
| Đức          | Chủ nhà                    | 27 tháng 9 năm 2018     | 13 (1972, 1976, 1980, 1984, 1988, 1992, 1996, 2000, 2004, 2008, 2012, 2016, 2020) |
| Bỉ           | Nhất bảng F                | 13 tháng 10 năm 2023    | 6 (1972, 1980, 1984, 2000, 2016, 2020)                                            |
| Pháp         | Nhất bảng B                | 13 tháng 10 năm 2023    | 10 (1960, 1984, 1992, 1996, 2000, 2004, 2008, 2012, 2016, 2020)                   |
| Bồ Đào Nha   | Nhất bảng J                | 13 tháng 10 năm 2023    | 8 (1984, 1996, 2000, 2004, 2008, 2012, 2016, 2020)                                |
| Scotland     | Nhì bảng A                 | 15 tháng 10 năm 2023    | 3 (1992, 1996, 2020)                                                              |
| Tây Ban Nha  | Nhất bảng A                | 15 tháng 10 năm 2023    | 11 (1964, 1980, 1984, 1988, 1996, 2000, 2004, 2008, 2012, 2016, 2020)             |
| Thổ Nhĩ Kỳ   | Nhất bảng D                | 15 tháng 10 năm 2023    | 5 (1996, 2000, 2008, 2016, 2020)                                                  |
| Áo           | Nhì bảng F                 | 16 tháng 10 năm 2023    | 3 (2008, 2016, 2020)                                                              |
| Anh          | Nhất bảng C                | 17 tháng 10 năm 2023    | 10 (1968, 1980, 1988, 1992, 1996, 2000, 2004, 2012, 2016, 2020)                   |
| Hungary      | Nhất bảng G                | 17 tháng 10 năm 2023    | 4 (1964, 1972, 2016, 2020)                                                        |
| Slovakia     | Nhì bảng J                 | 17 tháng 10 năm 2023    | 6 (1960, 1976, 1980, 2016, 2020)                                                  |
| Albania      | Nhất bảng E                | 18 tháng 11 năm 2023    | 1 (2016)                                                                          |
| Đan Mạch     | Nhất bảng H                | 18 tháng 11 năm 2023    | 9 (1964, 1984, 1988, 1992, 1996, 2000, 2004, 2012, 2020)                          |
| Hà Lan       | Nhì bảng B                 | 19 tháng 11 năm 2023    | 11 (1976, 1980, 1988, 1992, 1996, 2000, 2004, 2008, 2012, 2020)                   |
| România      | Nhất bảng I                | 19 tháng 11 năm 2023    | 5 (1984, 1996, 2000, 2008, 2016)                                                  |
| Thụy Sĩ      | Nhì bảng I                 | 19 tháng 11 năm 2023    | 5 (1996, 2004, 2008, 2016, 2020)                                                  |
| Serbia       | Nhì bảng G                 | 19 tháng 11 năm 2023    | 5 (1960, 1968, 1976, 1984, 2000)                                                  |
| Cộng hòa Séc | Nhì bảng E                 | 20 tháng 11 năm 2023    | 10 (1960, 1976, 1980, 1996, 2000, 2004, 2008, 2012, 2016, 2020)                   |
| Ý            | Nhì bảng C                 | 20 tháng 11 năm 2023    | 10 (1968, 1980, 1988, 1996, 2000, 2004, 2008, 2012, 2016, 2020)                   |
| Slovenia     | Nhì bảng H                 | 20 tháng 11 năm 2023    | 1 (2000)                                                                          |
| Croatia      | Nhì bảng D                 | 21 tháng 11 năm 2023    | 6 (1996, 2004, 2008, 2012, 2016, 2020)                                            |
| Ba Lan       | Thắng nhánh A play-off     | 26 tháng 3 năm 2024     | 4 (2008, 2012, 2016, 2020)                                                        |
| Ukraina      | Thắng nhánh B play-off     | 26 tháng 3 năm 2024     | 3 (2012, 2016, 2020)                                                              |
| Gruzia       | Thắng nhánh C play-off     | 26 tháng 3 năm 2024     | 0 (Lần đầu)                                                                       |

1. ↑  Chữ đậm thể hiện nhà vô địch năm đó. Chữ nghiêng thể hiện chủ nhà năm đó.
2. ↑  Từ năm 1972 đến năm 1988, Đức tham dự với tư cách là Tây Đức.
3. 1 2  Từ năm 1960 đến 1980, Cộng hòa Séc và Slovakia tham dự với tư cách là Tiệp Khắc.[22][23][24][25]
4. ↑  Từ năm 1960 đến 1984, Serbia tham dự với tư cách là Nam Tư, và năm 2000 với tư cách là Serbia và Montenegro.
5. ↑  Ban đầu Serbia và Montenegro xuất hiện ở 1992 (sau khi vượt qua vòng loại với tư cách Nam Tư), nhưng đã bị thay thế sau khi bị Liên hợp quốc cấm tham gia tất cả các môn thể thao quốc tế.

#### Đội tuyển Nga bị cấm thi đấu
Tại cuộc họp của Ủy ban điều hành UEFA ở Hvar, Croatia, vào ngày 20 tháng 9 năm 2022, đã xác nhận rằng Nga sẽ bị loại khỏi vòng loại Euro 2024, tái khẳng định việc đình chỉ tất cả các giải đấu. Các đội Nga theo sau cuộc xâm lược Ukraine của nước này vào tháng 2 năm 2022 và khiến đây trở thành trận chung kết Giải vô địch châu Âu đầu tiên mà Nga sẽ bỏ lỡ kể từ 2000.

## Phân nhóm và bốc thăm chia bảng

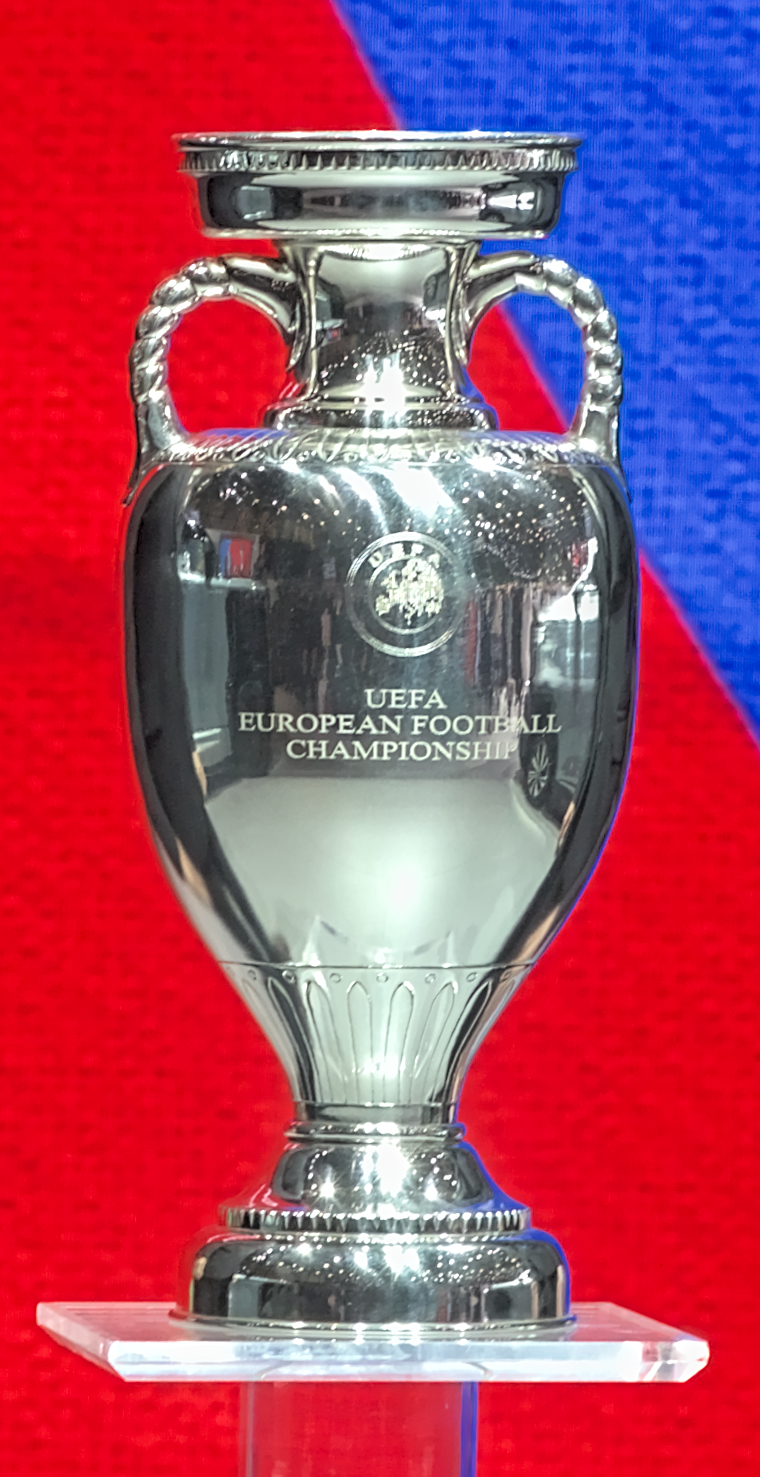
Cúp vô địch – Cúp Henri Delaunay

Lễ bốc thăm vòng chung kết được diễn ra vào 2 tháng 12 năm 2023 tại Elbphilharmonie ở Hamburg. Thể thức được sử dụng trong năm 2016 và năm 2020 được giữ lại.
Vào ngày 2 tháng 12 năm 2023, UEFA công bố kết quả phân nhóm hạt giống dựa trên bảng xếp hạng tổng thể của vòng loại châu Âu dựa trên kết quả của họ tại Vòng loại giải vô địch bóng đá châu Âu 2024. Các nhóm bốc thăm tiêu chuẩn được phân bổ như sau:
- Nhóm hạt giống số 1: Chủ nhà Đức, đội nhất các bảng xếp hạng 1–5.
- Nhóm hạt giống số 2: Đội nhất các bảng xếp hạng 6–10, đội nhì các bảng xếp hạng (xếp hạng tổng thể là 6–11).
- Nhóm hạt giống số 3: Đội nhì các bảng xếp hạng 2–7 (xếp hạng tổng thể là 12–17).
- Nhóm hạt giống số 4: Đội nhì các bảng xếp hạng 8–10 (xếp hạng tổng thể là 18–20), các đội thắng vòng play-off nhánh A–C (danh tính các đội chưa xác định tại thời điểm bốc thăm).

| Đội           | Hạng |
| ------------- | ---- |
| Đức (chủ nhà) | —    |
| Bồ Đào Nha    | 1    |
| Pháp          | 2    |
| Tây Ban Nha   | 3    |
| Bỉ            | 4    |
| Anh           | 5    |

| Đội        | Hạng |
| ---------- | ---- |
| Hungary    | 6    |
| Thổ Nhĩ Kỳ | 7    |
| România    | 8    |
| Đan Mạch   | 9    |
| Albania    | 10   |
| Áo         | 11   |

| Đội          | Hạng |
| ------------ | ---- |
| Hà Lan       | 12   |
| Scotland     | 13   |
| Croatia      | 14   |
| Slovenia     | 15   |
| Slovakia     | 16   |
| Cộng hòa Séc | 17   |

| Đội     | Hạng |
| ------- | ---- |
| Ý       | 18   |
| Serbia  | 19   |
| Thụy Sĩ | 20   |
| Ba Lan  | —    |
| Ukraina |      |
| Gruzia  |      |

1. ↑  Danh tính 3 đội thắng vòng play-off chưa xác định tại thời điểm bốc thăm.

#### Kết quả bốc thăm
Các đội được bốc thăm liên tiếp vào các bảng từ A đến F. Như các kỳ trước, các đội từ nhóm cao nhất được bốc thăm trước, nhưng không được phân vào mã số vị trí của các bảng. Chỉ có đội chủ nhà Đức được chỉ định vào các vị trí A1, trong khi các mã số vị trí của tất cả các đội khác được bốc thăm riêng từ Nhóm 1 đến Nhóm 4 (nhằm mục đích xác định lịch thi đấu trong mỗi bảng). Kết quả bốc thăm như sau:
| Pos | Đội      |
| --- | -------- |
| A1  | Đức      |
| A2  | Scotland |
| A3  | Hungary  |
| A4  | Thụy Sĩ  |

| Pos | Đội         |
| --- | ----------- |
| B1  | Tây Ban Nha |
| B2  | Croatia     |
| B3  | Ý           |
| B4  | Albania     |

| Pos | Đội      |
| --- | -------- |
| C1  | Slovenia |
| C2  | Đan Mạch |
| C3  | Serbia   |
| C4  | Anh      |

| Pos | Đội    |
| --- | ------ |
| D1  | Ba Lan |
| D2  | Hà Lan |
| D3  | Áo     |
| D4  | Pháp   |

| Pos | Đội      |
| --- | -------- |
| E1  | Bỉ       |
| E2  | Slovakia |
| E3  | România  |
| E4  | Ukraina  |

| Pos | Đội          |
| --- | ------------ |
| F1  | Thổ Nhĩ Kỳ   |
| F2  | Gruzia       |
| F3  | Bồ Đào Nha   |
| F4  | Cộng hòa Séc |

## Đội hình
Mỗi đội tuyển quốc gia phải công bố một đội hình chính thức gồm tối thiểu 23 cầu thủ và tối đa 26 cầu thủ. Đội hình này sẽ được chốt trước ngày 7 tháng 6 năm 2024.

## Trọng tài
Ngày 23 tháng 4 năm 2024, 19 trọng tài và 6 trọng tài bàn đã được UEFA lựa chọn để tham gia công tác điều khiển cho vòng chung kết Euro 2024, trong đó có tổ trọng tài đến từ Argentina như là một phần thỏa thuận hợp tác giữa UEFA và CONMEBOL.
| Quốc gia    | Trọng tài bắt chính | Trợ lý trọng tài                             | Các trận bắt chính                                                                                               |
| ----------- | ------------------- | -------------------------------------------- | --- |
| Tây Ban Nha | Jesús Gil Manzano   | Diego Barbero Sevilla Ángel Nevado Rodriguez | Áo–Pháp (Bảng D)                                                                                                 |
| Ý           | Marco Guida         | Filippo Meli Giorgio Peretti                 | Bồ Đào Nha–Cộng hòa Séc (Bảng F) Pháp–Ba Lan (Bảng D)                                                            |
| România     | István Kovács       | Vasile Florin Marinescu Mihai Ovidiu Artene  | Slovenia–Serbia (Bảng C) Cộng hòa Séc–Thổ Nhĩ Kỳ (Bảng F)                                                        |
| Slovakia    | Ivan Kružliak       | Branislav Hancko Jan Pozor                   | Scotland–Thụy Sĩ (Bảng A) Hà Lan–Áo (Bảng D)                                                                     |
| Pháp        | François Letexier   | Cyril Mugnier Mehdi Rahmouni                 | Croatia–Albania (Bảng B) Đan Mạch–Serbia (Bảng C) Tây Ban Nha–Gruzia (Vòng 16 đội) Tây Ban Nha - Anh (Chung kết) |
| Hà Lan      | Danny Makkelie      | Hessel Steegstra Jan de Vries                | Đức–Hungary (Bảng A) Croatia–Ý (Bảng B)                                                                          |
| Ba Lan      | Szymon Marciniak    | Tomasz Listkiewicz Adam Kupsik               | Bỉ–România (Bảng E) Thụy Sĩ–Ý (Vòng 16 đội)                                                                      |
| Thổ Nhĩ Kỳ  | Halil Umut Meler    | Mustafa Emre Eyisoy Kerem Ersoy              | Bỉ–Slovakia (Bảng E) Ba Lan–Áo (Bảng D) Anh–Slovakia (Vòng 16 đội)                                               |
| Thụy Điển   | Glenn Nyberg        | Mahbod Beigi Andreas Söderkvist              | România–Ukraina (Bảng E) Albania–Tây Ban Nha (Bảng B) Pháp–Bỉ (Vòng 16 đội)                                      |
| Anh         | Michael Oliver      | Stuart Burt Dan Cook                         | Tây Ban Nha–Croatia (Bảng B) Slovakia–Ukraina (Bảng E) Đức–Đan Mạch (Vòng 16 đội) Bồ Đào Nha - Pháp (Tứ kết)     |
| Ý           | Daniele Orsato      | Ciro Carbone Alessandro Giallatini           | Serbia–Anh (Bảng C) Thụy Sĩ–Đức (Bảng A) Bồ Đào Nha–Slovenia (Vòng 16 đội) Anh - Thuỵ Sĩ (Tứ kết)                |
| Thụy Sĩ     | Sandro Schärer      | Stéphane de Almeida Bekim Zogaj              | Slovenia–Đan Mạch (Bảng C) Gruzia–Bồ Đào Nha (Bảng F)                                                            |
| Đức         | Daniel Siebert      | Jan Seidel Rafael Foltyn                     | Gruzia–Cộng hòa Séc (Bảng F) Slovakia–România (Bảng E)                                                           |
| Bồ Đào Nha  | Artur Soares Dias   | Paulo Soares Pedro Ribeiro                   | Ba Lan–Hà Lan (Bảng D) Đan Mạch–Anh (Bảng C) Áo–Thổ Nhĩ Kỳ (Vòng 16 đội)                                         |
| Anh         | Anthony Taylor      | Gary Beswick Adam Nunn                       | Hà Lan–Pháp (Bảng D) Ukraina–Bỉ (Bảng E) Tây Ban Nha - Đức (Tứ kết)                                              |
| Argentina   | Facundo Tello       | Gabriel Chade Ezequiel Brailovsky            | Thổ Nhĩ Kỳ–Gruzia (Bảng F) Scotland–Hungary (Bảng A)                                                             |
| Pháp        | Clément Turpin      | Nicolas Danos Benjamin Pages                 | Đức–Scotland (Bảng A) Anh–Slovenia (Bảng C) Hà Lan - Thổ Nhĩ Kỳ (Tứ kết)                                         |
| Slovenia    | Slavko Vinčić       | Tomaž Klančnik Andraž Kovačič                | Hungary–Thụy Sĩ (Bảng A) Tây Ban Nha–Ý (Bảng B) Tây Ban Nha - Pháp (Bán kết)                                     |
| Đức         | Felix Zwayer        | Stefan Lupp Marco Achmüller                  | Ý–Albania (Bảng B) Thổ Nhĩ Kỳ–Bồ Đào Nha (Bảng F) România–Hà Lan (Vòng 16 đội) Hà Lan - Anh (Bán kết)            |

Bên cạnh đó, UEFA cũng đã lựa chọn 20 tổ trọng tài VAR cùng 12 trọng tài hỗ trợ khác (bao gồm trọng tài thứ tư và trợ lý trọng tài dự phòng).
| Quốc gia    | Trọng tài                                           |
| ----------- | --------------------------------------------------- |
| Anh         | Stuart Attwell David Coote                          |
| Pháp        | Jérôme Brisard Willy Delajod                        |
| Đức         | Bastian Dankert Christian Dingert Marco Fritz       |
| Ý           | Massimiliano Irrati Paolo Valeri                    |
| Hà Lan      | Rob Dieperink Pol van Boekel                        |
| Ba Lan      | Bartosz Frankowski Tomasz Kwiatkowski               |
| România     | Catalin Popa                                        |
| Slovenia    | Nejc Kajtazovič                                     |
| Bồ Đào Nha  | Tiago Martins                                       |
| Tây Ban Nha | Alejandro Hernández Hernández Juan Martínez Munuera |
| Thụy Sĩ     | Fedayi San                                          |
| Thổ Nhĩ Kỳ  | Alper Ulusoy                                        |

| Quốc gia             | Trọng tài thứ tư | Trợ lý trọng tài dự phòng |
| -------------------- | ---------------- | ------------------------- |
| Bosna và Hercegovina | Irfan Peljto     | Senad Ibrišimbegović      |
| Litva                | Donatas Rumšas   | Aleksandr Radiuš          |
| Hà Lan               | Serdar Gözübüyük | Johan Balder              |
| Na Uy                | Espen Eskås      | Jan Erik Engan            |
| Slovenia             | Rade Obrenović   | Jure Praprotnik           |
| Ukraina              | Mykola Balakin   | Oleksandr Berkut          |

## Vòng bảng
| Vô địch Á quân | Bán kết Tứ kết | Vòng 16 đội Vòng bảng |

Kết quả các đội tham dự UEFA Euro 2024
Vô địch
Á quân
Bán kết
Tứ kết
Vòng 16 đội
Vòng bảng

UEFA đã công bố lịch thi đấu vào ngày 10 tháng 5 năm 2022, trong đó chỉ bao gồm thời gian bắt đầu trận khai mạc cũng như các trận đấu bán kết và chung kết. Thời gian bắt đầu của các trận đấu còn lại đã được công bố vào ngày 2 tháng 12 năm 2023 sau khi kết thúc bốc thăm vòng chung kết.
Đội nhất, nhì của các bảng, và bốn đội xếp thứ ba tốt nhất giành quyền vào vòng 16 đội.
Thời gian là CEST (UTC+2).

### Tiêu chí xếp hạng
Nếu hai hoặc nhiều đội có điểm số bằng nhau khi hoàn thành các trận đấu bảng, các tiêu chí sau đây sẽ được áp dụng:
1. Số điểm có được trong các trận đấu giữa các đội được đề cập tới cao hơn;
2. Hiệu số bàn thắng bại từ các trận đấu giữa các đội được đề cập tới cao hơn;
3. Số bàn thắng ghi được trong các trận đấu giữa các đội được đề cập tới cao hơn;
4. Nếu sau khi áp dụng tiêu chí từ 1 đến 3, các đội vẫn có thứ hạng giống nhau, tiêu chí từ 1 đến 3 được áp dụng lại dành riêng cho các trận đấu giữa các đội này để xác định thứ hạng cuối cùng của họ.[a] Nếu điều này không quyết định thứ hạng của các đội, các tiêu chí từ 5 đến 10 được áp dụng;
5. Hiệu số bàn thắng bại vượt trội trong tất cả các trận đấu vòng bảng;
6. Số bàn thắng ghi được cao hơn trong tất cả các trận đấu vòng bảng;
7. Nếu chỉ có hai đội có cùng số điểm, cũng như cùng hiệu số bàn thắng bại, và tỷ số hòa trong trận đấu của họ ở lượt cuối cùng của vòng bảng, thứ hạng của họ được xác định bằng loạt sút luân lưu. (Tiêu chí này không được áp dụng nếu có nhiều hơn hai đội có cùng số điểm.);
8. Chỉ số fair-play tốt hơn (tổng điểm phạt ít hơn) trong tất cả các trận đấu vòng bảng (1 điểm cho một thẻ vàng, 3 điểm cho một thẻ đỏ gián tiếp do nhận hai thẻ vàng, 3 điểm cho một thẻ đỏ trực tiếp, 4 điểm cho một thẻ vàng và sau đó là một thẻ đỏ trực tiếp);
9. Vị trí cao hơn trong bảng xếp hạng tổng thể vòng loại châu Âu, trừ khi nhóm đội bằng chỉ số trên có đội chủ nhà Đức, khi đó sẽ thực hiện bốc thăm.

Ghi chú
1. ↑  Nếu có ba đội bằng điểm nhau, việc áp dụng ba tiêu chí đầu tiên có thể chỉ được áp dụng cho một trong hai đội, khiến hai đội còn lại vẫn bằng điểm nhau. Trong trường hợp này, các tiêu chí nói trên được tiếp tục lại từ đầu cho hai đội đó.

### Bảng A
| VT | Đội      | ST | T | H | B | BT | BB | HS | Đ | Giành quyền tham dự                 |
| -- | -------- | -- | - | - | - | -- | -- | -- | - | ----------------------------------- |
| 1  | Đức (H)  | 3  | 2 | 1 | 0 | 8  | 2  | +6 | 7 | Đi tiếp vào vòng đấu loại trực tiếp |
| 2  | Thụy Sĩ  | 3  | 1 | 2 | 0 | 5  | 3  | +2 | 5 | Đi tiếp vào vòng đấu loại trực tiếp |
| 3  | Hungary  | 3  | 1 | 0 | 2 | 2  | 5  | −3 | 3 |                                     |
| 4  | Scotland | 3  | 0 | 1 | 2 | 2  | 7  | −5 | 1 |                                     |

| Đức                                                                          | 5–1      | Scotland             |
| ---------------------------------------------------------------------------- | -------- | -------------------- |
| - Wirtz 10' - Musiala 19' - Havertz 45+1' (ph.đ.) - Füllkrug 68' - Can 90+3' | Chi tiết | - Rüdiger 87' (l.n.) |

| Hungary     | 1–3      | Thụy Sĩ                                   |
| ----------- | -------- | ----------------------------------------- |
| - Varga 66' | Chi tiết | - Duah 12' - Aebischer 45' - Embolo 90+3' |

| Đức                          | 2–0      | Hungary |
| ---------------------------- | -------- | ------- |
| - Musiala 22' - Gündoğan 67' | Chi tiết |         |

| Scotland        | 1–1      | Thụy Sĩ       |
| --------------- | -------- | ------------- |
| - McTominay 13' | Chi tiết | - Shaqiri 26' |

| Thụy Sĩ     | 1–1      | Đức              |
| ----------- | -------- | ---------------- |
| - Ndoye 28' | Chi tiết | - Füllkrug 90+2' |

| Scotland | 0–1      | Hungary          |
| -------- | -------- | ---------------- |
|          | Chi tiết | - Csoboth 90+10' |

### Bảng B
| VT | Đội         | ST | T | H | B | BT | BB | HS | Đ | Giành quyền tham dự                 |
| -- | ----------- | -- | - | - | - | -- | -- | -- | - | ----------------------------------- |
| 1  | Tây Ban Nha | 3  | 3 | 0 | 0 | 5  | 0  | +5 | 9 | Đi tiếp vào vòng đấu loại trực tiếp |
| 2  | Ý           | 3  | 1 | 1 | 1 | 3  | 3  | 0  | 4 | Đi tiếp vào vòng đấu loại trực tiếp |
| 3  | Croatia     | 3  | 0 | 2 | 1 | 3  | 6  | −3 | 2 |                                     |
| 4  | Albania     | 3  | 0 | 1 | 2 | 3  | 5  | −2 | 1 |                                     |

| Tây Ban Nha                                | 3–0      | Croatia |
| ------------------------------------------ | -------- | ------- |
| - Morata 29' - Fabián 32' - Carvajal 45+2' | Chi tiết |         |

| Ý                           | 2–1      | Albania      |
| --------------------------- | -------- | ------------ |
| - Bastoni 11' - Barella 16' | Chi tiết | - Bajrami 1' |

| Croatia                             | 2–2      | Albania                    |
| ----------------------------------- | -------- | -------------------------- |
| - Kramaric 74' - Gjasula 76' (l.n.) | Chi tiết | - Laçi 11' - Gjasula 90+5' |

| Tây Ban Nha            | 1–0      | Ý |
| ---------------------- | -------- | - |
| - Calafiori 55' (l.n.) | Chi tiết |   |

| Albania | 0–1      | Tây Ban Nha     |
| ------- | -------- | --------------- |
|         | Chi tiết | - F. Torres 13' |

| Croatia      | 1–1      | Ý                |
| ------------ | -------- | ---------------- |
| - Modrić 55' | Chi tiết | - Zaccagni 90+8' |

### Bảng C
| VT | Đội      | ST | T | H | B | BT | BB | HS | Đ | Giành quyền tham dự                 |
| -- | -------- | -- | - | - | - | -- | -- | -- | - | ----------------------------------- |
| 1  | Anh      | 3  | 1 | 2 | 0 | 2  | 1  | +1 | 5 | Đi tiếp vào vòng đấu loại trực tiếp |
| 2  | Đan Mạch | 3  | 0 | 3 | 0 | 2  | 2  | 0  | 3 | Đi tiếp vào vòng đấu loại trực tiếp |
| 3  | Slovenia | 3  | 0 | 3 | 0 | 2  | 2  | 0  | 3 | Đi tiếp vào vòng đấu loại trực tiếp |
| 4  | Serbia   | 3  | 0 | 2 | 1 | 1  | 2  | −1 | 2 |                                     |

1. 1 2  Điểm kỷ luật: Đan Mạch −6, Slovenia −7.

| Slovenia    | 1–1      | Đan Mạch      |
| ----------- | -------- | ------------- |
| - Janža 77' | Chi tiết | - Eriksen 17' |

| Serbia | 0–1      | Anh              |
| ------ | -------- | ---------------- |
|        | Chi tiết | - Bellingham 13' |

| Slovenia        | 1–1      | Serbia        |
| --------------- | -------- | ------------- |
| - Karničnik 69' | Chi tiết | - Jovic 90+5' |

| Đan Mạch       | 1–1      | Anh        |
| -------------- | -------- | ---------- |
| - Hjulmand 34' | Chi tiết | - Kane 18' |

| Anh | 0–0      | Slovenia |
| --- | -------- | -------- |
|     | Chi tiết |          |

| Đan Mạch | 0–0      | Serbia |
| -------- | -------- | ------ |
|          | Chi tiết |        |

### Bảng D
| VT | Đội    | ST | T | H | B | BT | BB | HS | Đ | Giành quyền tham dự                 |
| -- | ------ | -- | - | - | - | -- | -- | -- | - | ----------------------------------- |
| 1  | Áo     | 3  | 2 | 0 | 1 | 6  | 4  | +2 | 6 | Đi tiếp vào vòng đấu loại trực tiếp |
| 2  | Pháp   | 3  | 1 | 2 | 0 | 2  | 1  | +1 | 5 | Đi tiếp vào vòng đấu loại trực tiếp |
| 3  | Hà Lan | 3  | 1 | 1 | 1 | 4  | 4  | 0  | 4 | Đi tiếp vào vòng đấu loại trực tiếp |
| 4  | Ba Lan | 3  | 0 | 1 | 2 | 3  | 6  | −3 | 1 |                                     |

| Ba Lan      | 1–2      | Hà Lan                     |
| ----------- | -------- | -------------------------- |
| - Buksa 16' | Chi tiết | - Gakpo 29' - Weghorst 83' |

| Áo | 0–1      | Pháp               |
| -- | -------- | ------------------ |
|    | Chi tiết | - Wöber 38' (l.n.) |

| Ba Lan       | 1–3      | Áo                                                      |
| ------------ | -------- | ------------------------------------------------------- |
| - Piątek 30' | Chi tiết | - Trauner 9' - Baumgartner 66' - Arnautovic 78' (ph.đ.) |

| Hà Lan | 0–0      | Pháp |
| ------ | -------- | ---- |
|        | Chi tiết |      |

| Hà Lan                  | 2–3      | Áo                                            |
| ----------------------- | -------- | --------------------------------------------- |
| - Gakpo 47' - Depay 75' | Chi tiết | - Malen 6' (l.n.) - Schmid 59' - Sabitzer 80' |

| Pháp                 | 1–1      | Ba Lan                    |
| -------------------- | -------- | ------------------------- |
| - Mbappe 56' (ph.đ.) | Chi tiết | - Lewandowski 79' (ph.đ.) |

### Bảng E
| VT | Đội      | ST | T | H | B | BT | BB | HS | Đ | Giành quyền tham dự                 |
| -- | -------- | -- | - | - | - | -- | -- | -- | - | ----------------------------------- |
| 1  | România  | 3  | 1 | 1 | 1 | 4  | 3  | +1 | 4 | Đi tiếp vào vòng đấu loại trực tiếp |
| 2  | Bỉ       | 3  | 1 | 1 | 1 | 2  | 1  | +1 | 4 | Đi tiếp vào vòng đấu loại trực tiếp |
| 3  | Slovakia | 3  | 1 | 1 | 1 | 3  | 3  | 0  | 4 | Đi tiếp vào vòng đấu loại trực tiếp |
| 4  | Ukraina  | 3  | 1 | 1 | 1 | 2  | 4  | −2 | 4 |                                     |

| România                                   | 3–0      | Ukraina |
| ----------------------------------------- | -------- | ------- |
| - Stanciu 29' - R. Marin 53' - Drăguș 57' | Chi tiết |         |

| Bỉ | 0–1      | Slovakia     |
| -- | -------- | ------------ |
|    | Chi tiết | - Schranz 7' |

| Slovakia      | 1–2      | Ukraina                          |
| ------------- | -------- | -------------------------------- |
| - Schranz 17' | Chi tiết | - Shaparenko 54' - Yaremchuk 80' |

| Bỉ                             | 2–0      | România |
| ------------------------------ | -------- | ------- |
| - Tielemans 2' - De Bruyne 80' | Chi tiết |         |

| Slovakia   | 1–1      | România                |
| ---------- | -------- | ---------------------- |
| - Duda 24' | Chi tiết | - R. Marin 37' (ph.đ.) |

| Ukraina | 0–0      | Bỉ |
| ------- | -------- | -- |
|         | Chi tiết |    |

### Bảng F
| VT | Đội          | ST | T | H | B | BT | BB | HS | Đ | Giành quyền tham dự                 |
| -- | ------------ | -- | - | - | - | -- | -- | -- | - | ----------------------------------- |
| 1  | Bồ Đào Nha   | 3  | 2 | 0 | 1 | 5  | 3  | +2 | 6 | Đi tiếp vào vòng đấu loại trực tiếp |
| 2  | Thổ Nhĩ Kỳ   | 3  | 2 | 0 | 1 | 5  | 5  | 0  | 6 | Đi tiếp vào vòng đấu loại trực tiếp |
| 3  | Gruzia       | 3  | 1 | 1 | 1 | 4  | 4  | 0  | 4 | Đi tiếp vào vòng đấu loại trực tiếp |
| 4  | Cộng hòa Séc | 3  | 0 | 1 | 2 | 3  | 5  | −2 | 1 |                                     |

1. 1 2  Kết quả đối đầu: Thổ Nhĩ Kỳ 0–3 Bồ Đào Nha.

| Thổ Nhĩ Kỳ                                  | 3–1      | Gruzia           |
| ------------------------------------------- | -------- | ---------------- |
| - Müldür 25' - Güler 65' - Aktürkoğlu 90+7' | Chi tiết | - Mikautadze 32' |

| Bồ Đào Nha                            | 2–1      | Cộng hòa Séc |
| ------------------------------------- | -------- | ------------ |
| - Hranáč 69' (l.n.) - Conceição 90+2' | Chi tiết | - Provod 62' |

| Gruzia                     | 1–1      | Cộng hòa Séc |
| -------------------------- | -------- | ------------ |
| - Mikautadze 45+4' (ph.đ.) | Chi tiết | - Schick 59' |

| Thổ Nhĩ Kỳ | 0–3      | Bồ Đào Nha                                          |
| ---------- | -------- | --------------------------------------------------- |
|            | Chi tiết | - B. Silva 21' - Akaydin 28' (l.n.) - Fernandes 56' |

| Gruzia                                      | 2–0      | Bồ Đào Nha |
| ------------------------------------------- | -------- | ---------- |
| - Kvaratskhelia 2' - Mikautadze 57' (ph.đ.) | Chi tiết |            |

| Cộng hòa Séc | 1–2      | Thổ Nhĩ Kỳ                     |
| ------------ | -------- | ------------------------------ |
| - Souček 66' | Chi tiết | - Çalhanoğlu 51' - Tosun 90+4' |

### Xếp hạng các đội đứng thứ ba
| VT | Bg | Đội      | ST | T | H | B | BT | BB | HS | Đ | Giành quyền tham dự                 |
| -- | -- | -------- | -- | - | - | - | -- | -- | -- | - | ----------------------------------- |
| 1  | D  | Hà Lan   | 3  | 1 | 1 | 1 | 4  | 4  | 0  | 4 | Đi tiếp vào vòng đấu loại trực tiếp |
| 2  | F  | Gruzia   | 3  | 1 | 1 | 1 | 4  | 4  | 0  | 4 | Đi tiếp vào vòng đấu loại trực tiếp |
| 3  | E  | Slovakia | 3  | 1 | 1 | 1 | 3  | 3  | 0  | 4 | Đi tiếp vào vòng đấu loại trực tiếp |
| 4  | C  | Slovenia | 3  | 0 | 3 | 0 | 2  | 2  | 0  | 3 | Đi tiếp vào vòng đấu loại trực tiếp |
| 5  | A  | Hungary  | 3  | 1 | 0 | 2 | 2  | 5  | −3 | 3 |                                     |
| 6  | B  | Croatia  | 3  | 0 | 2 | 1 | 3  | 6  | −3 | 2 |                                     |

1. 1 2  Điểm kỷ luật: Hà Lan –2, Gruzia –6.

## Vòng đấu loại trực tiếp
Trong vòng đấu loại trực tiếp, nếu trận đấu có tỉ số hoà sau thời gian thi đấu chính thức, sẽ có hiệp phụ (với hai hiệp, mỗi hiệp 15 phút). Nếu sau hai hiệp phụ mà kết quả hoà vẫn được giữ nguyên, kết quả sẽ được định đoạt bởi loạt sút luân lưu
Kể từ Euro 1984, không có play-off tranh hạng ba.
Thời gian thi đấu được tính theo giờ địa phương CEST (UTC+2)

### Sơ đồ thi đấu
|  | Vòng 16 đội                | Vòng 16 đội            |                       |       | Tứ kết | Tứ kết |  |  | Bán kết | Bán kết |  |  | Chung kết | Chung kết |
|  |                            |                        |                       |       |        |        |  |  |         |         |  |  |           |           |
|  | 30 tháng 6 – Cologne       |                        |                       |       |        |        |  |  |         |         |  |  |           |           |
|  |                            |                        |                       |       |        |        |  |  |         |         |  |  |           |           |
|  | Tây Ban Nha                | 4                      |                       |       |        |        |  |  |         |         |  |  |           |           |
|  | Tây Ban Nha                | 4                      | 5 tháng 7 – Stuttgart |       |        |        |  |  |         |         |  |  |           |           |
|  | Gruzia                     | 1                      |                       |       |        |        |  |  |         |         |  |  |           |           |
|  | Gruzia                     | 1                      | Tây Ban Nha (s.h.p.)  | 2     |        |        |  |  |         |         |  |  |           |           |
|  | 29 tháng 6 – Dortmund      |                        | Tây Ban Nha (s.h.p.)  | 2     |        |        |  |  |         |         |  |  |           |           |
|  |                            | Đức                    | 1                     |       |        |        |  |  |         |         |  |  |           |           |
|  | Đức                        | Đức                    | 1                     | 2     |        |        |  |  |         |         |  |  |           |           |
|  | Đức                        |                        | 9 tháng 7 – Munich    | 2     |        |        |  |  |         |         |  |  |           |           |
|  | Đan Mạch                   | 0                      |                       |       |        |        |  |  |         |         |  |  |           |           |
|  | Đan Mạch                   | 0                      | Tây Ban Nha           | 2     |        |        |  |  |         |         |  |  |           |           |
|  | 1 tháng 7 – Frankfurt      |                        | Tây Ban Nha           | 2     |        |        |  |  |         |         |  |  |           |           |
|  |                            | Pháp                   | 1                     |       |        |        |  |  |         |         |  |  |           |           |
|  | Bồ Đào Nha (p)             | Pháp                   | 1                     | 0 (3) |        |        |  |  |         |         |  |  |           |           |
|  | Bồ Đào Nha (p)             | 5 tháng 7 – Hamburg    |                       | 0 (3) |        |        |  |  |         |         |  |  |           |           |
|  | Slovenia                   | 0 (0)                  |                       |       |        |        |  |  |         |         |  |  |           |           |
|  | Slovenia                   | 0 (0)                  | Bồ Đào Nha            | 0 (3) |        |        |  |  |         |         |  |  |           |           |
|  | 1 tháng 7 – Düsseldorf     |                        | Bồ Đào Nha            | 0 (3) |        |        |  |  |         |         |  |  |           |           |
|  |                            | Pháp (p)               | 0 (5)                 |       |        |        |  |  |         |         |  |  |           |           |
|  | Pháp                       | Pháp (p)               | 0 (5)                 | 1     |        |        |  |  |         |         |  |  |           |           |
|  | Pháp                       |                        | 14 tháng 7 – Berlin   | 1     |        |        |  |  |         |         |  |  |           |           |
|  | Bỉ                         | 0                      |                       |       |        |        |  |  |         |         |  |  |           |           |
|  | Bỉ                         | 0                      | Tây Ban Nha           | 2     |        |        |  |  |         |         |  |  |           |           |
|  | 2 tháng 7 – Munich         |                        | Tây Ban Nha           | 2     |        |        |  |  |         |         |  |  |           |           |
|  |                            | Anh                    | 1                     |       |        |        |  |  |         |         |  |  |           |           |
|  | România                    | Anh                    | 1                     | 0     |        |        |  |  |         |         |  |  |           |           |
|  | România                    | 6 tháng 7 – Berlin     |                       | 0     |        |        |  |  |         |         |  |  |           |           |
|  | Hà Lan                     | 3                      |                       |       |        |        |  |  |         |         |  |  |           |           |
|  | Hà Lan                     | 3                      | Hà Lan                | 2     |        |        |  |  |         |         |  |  |           |           |
|  | 2 tháng 7 – Leipzig        |                        | Hà Lan                | 2     |        |        |  |  |         |         |  |  |           |           |
|  |                            | Thổ Nhĩ Kỳ             | 1                     |       |        |        |  |  |         |         |  |  |           |           |
|  | Áo                         | Thổ Nhĩ Kỳ             | 1                     | 1     |        |        |  |  |         |         |  |  |           |           |
|  | Áo                         |                        | 10 tháng 7 – Dortmund | 1     |        |        |  |  |         |         |  |  |           |           |
|  | Thổ Nhĩ Kỳ                 | 2                      |                       |       |        |        |  |  |         |         |  |  |           |           |
|  | Thổ Nhĩ Kỳ                 | 2                      | Hà Lan                | 1     |        |        |  |  |         |         |  |  |           |           |
|  | 30 tháng 6 – Gelsenkirchen |                        | Hà Lan                | 1     |        |        |  |  |         |         |  |  |           |           |
|  |                            | Anh                    | 2                     |       |        |        |  |  |         |         |  |  |           |           |
|  | Anh (s.h.p.)               | Anh                    | 2                     | 2     |        |        |  |  |         |         |  |  |           |           |
|  | Anh (s.h.p.)               | 6 tháng 7 – Düsseldorf |                       | 2     |        |        |  |  |         |         |  |  |           |           |
|  | Slovakia                   | 1                      |                       |       |        |        |  |  |         |         |  |  |           |           |
|  | Slovakia                   | 1                      | Anh (p)               | 1 (5) |        |        |  |  |         |         |  |  |           |           |
|  | 29 tháng 6 – Berlin        |                        | Anh (p)               | 1 (5) |        |        |  |  |         |         |  |  |           |           |
|  |                            | Thụy Sĩ                | 1 (3)                 |       |        |        |  |  |         |         |  |  |           |           |
|  | Thụy Sĩ                    | Thụy Sĩ                | 1 (3)                 | 2     |        |        |  |  |         |         |  |  |           |           |
|  | Thụy Sĩ                    |                        |                       | 2     |        |        |  |  |         |         |  |  |           |           |
|  | Ý                          | 0                      |                       |       |        |        |  |  |         |         |  |  |           |           |
|  | Ý                          | 0                      |                       |       |        |        |  |  |         |         |  |  |           |           |

### Vòng 16 đội
| Thụy Sĩ                    | 2–0      | Ý |
| -------------------------- | -------- | - |
| - Freuler 37' - Vargas 46' | Chi tiết |   |

| Đức                                 | 2–0      | Đan Mạch |
| ----------------------------------- | -------- | -------- |
| - Havertz 53' (ph.đ.) - Musiala 68' | Chi tiết |          |

| Anh                           | 2–1 (s.h.p.) | Slovakia      |
| ----------------------------- | ------------ | ------------- |
| - Bellingham 90+5' - Kane 91' | Chi tiết     | - Schranz 25' |

| Tây Ban Nha                                        | 4–1      | Gruzia                  |
| -------------------------------------------------- | -------- | ----------------------- |
| - Rodri 39' - Fabián 51' - Williams 75' - Olmo 83' | Chi tiết | - Le Normand 18' (l.n.) |

| Pháp                    | 1–0      | Bỉ |
| ----------------------- | -------- | -- |
| - Vertonghen 85' (l.n.) | Chi tiết |    |

| Bồ Đào Nha                       | 0–0 (s.h.p.) | Slovenia                     |
| -------------------------------- | ------------ | ---------------------------- |
|                                  | Chi tiết     |                              |
| Loạt sút luân lưu                |              |                              |
| - Ronaldo - Fernandes - B. Silva | 3–0          | - Iličić - Balkovec - Verbič |

| România | 0–3      | Hà Lan                         |
| ------- | -------- | ------------------------------ |
|         | Chi tiết | - Gakpo 20' - Malen 83', 90+3' |

| Áo                | 1–2      | Thổ Nhĩ Kỳ        |
| ----------------- | -------- | ----------------- |
| - Gregoritsch 66' | Chi tiết | - Demiral 1', 59' |

### Tứ kết
| Tây Ban Nha              | 2–1 (s.h.p.) | Đức         |
| ------------------------ | ------------ | ----------- |
| - Olmo 51' - Merino 119' | Chi tiết     | - Wirtz 89' |

| Bồ Đào Nha                            | 0–0 (s.h.p.) | Pháp                                              |
| ------------------------------------- | ------------ | ------------------------------------------------- |
|                                       | Chi tiết     |                                                   |
| Loạt sút luân lưu                     |              |                                                   |
| - Ronaldo - B. Silva - Félix - Mendes | 3–5          | - Dembélé - Fofana - Koundé - Barcola - Hernandez |

| Anh                                                     | 1–1 (s.h.p.) | Thụy Sĩ                              |
| ------------------------------------------------------- | ------------ | ------------------------------------ |
| - Saka 80'                                              | Chi tiết     | - Embolo 75'                         |
| Loạt sút luân lưu                                       |              |                                      |
| - Palmer - Bellingham - Saka - Toney - Alexander-Arnold | 5–3          | - Akanji - Schär - Shaqiri - Amdouni |

| Hà Lan                            | 2–1      | Thổ Nhĩ Kỳ    |
| --------------------------------- | -------- | ------------- |
| - de Vrij 70' - Müldür 76' (l.n.) | Chi tiết | - Akaydin 35' |

### Bán kết
| Tây Ban Nha            | 2–1      | Pháp            |
| ---------------------- | -------- | --------------- |
| - Yamal 21' - Olmo 25' | Chi tiết | - Kolo Muani 9' |

| Hà Lan      | 1–2      | Anh                                |
| ----------- | -------- | ---------------------------------- |
| - Simons 7' | Chi tiết | - Kane 18' (ph.đ.) - Watkins 90+1' |

### Chung kết
Theo nhiều nguồn tin, ban đầu UEFA định chọn trọng tài người Italy, Daniele Orsato, bắt chính trong trận chung kết Euro 2024 nhưng vị vua áo đen này đã rút lui vì dính chấn thương. Do đó, UEFA phải thay đổi kế hoạch.
| Tây Ban Nha                    | 2–1      | Anh          |
| ------------------------------ | -------- | ------------ |
| - Williams 47' - Oyarzabal 86' | Chi tiết | - Palmer 73' |

## Thống kê

### Cầu thủ ghi bàn
Đã có 117 bàn thắng ghi được trong 51 trận đấu, trung bình 2.29 bàn thắng mỗi trận đấu.
3 bàn thắng
- Harry Kane
- Georges Mikautadze
- Jamal Musiala
- Cody Gakpo
- Ivan Schranz
- Dani Olmo

2 bàn thắng
- Jude Bellingham
- Florian Wirtz
- Kai Havertz
- Niclas Füllkrug
- Donyell Malen
- Răzvan Marin
- Fabián Ruiz
- Nico Williams
- Breel Embolo
- Merih Demiral

1 bàn thắng
- Klaus Gjasula
- Nedim Bajrami
- Qazim Laçi
- Christoph Baumgartner
- Gernot Trauner
- Marcel Sabitzer
- Marko Arnautović
- Michael Gregoritsch
- Romano Schmid
- Kevin De Bruyne
- Youri Tielemans
- Andrej Kramarić
- Luka Modrić
- Lukáš Provod
- Patrik Schick
- Tomáš Souček
- Christian Eriksen
- Morten Hjulmand
- Bukayo Saka
- Cole Palmer
- Ollie Watkins
- Kylian Mbappé
- Randal Kolo Muani
- Khvicha Kvaratskhelia
- Emre Can
- İlkay Gündoğan
- Barnabás Varga
- Kevin Csoboth
- Alessandro Bastoni
- Mattia Zaccagni
- Nicolò Barella
- Memphis Depay
- Stefan de Vrij
- Wout Weghorst
- Xavi Simons
- Adam Buksa
- Krzysztof Piątek
- Robert Lewandowski
- Bernardo Silva
- Bruno Fernandes
- Francisco Conceição
- Denis Drăguș
- Nicolae Stanciu
- Scott McTominay
- Luka Jović
- Ondrej Duda
- Erik Janža
- Žan Karničnik
- Álvaro Morata
- Dani Carvajal
- Ferran Torres
- Lamine Yamal
- Mikel Merino
- Mikel Oyarzabal
- Rodri
- Dan Ndoye
- Kwadwo Duah
- Michel Aebischer
- Remo Freuler
- Ruben Vargas
- Xherdan Shaqiri
- Arda Güler
- Cenk Tosun
- Hakan Çalhanoğlu
- Kerem Aktürkoğlu
- Mert Müldür
- Samet Akaydin
- Mykola Shaparenko
- Roman Yaremchuk

1 bàn phản lưới nhà
- Klaus Gjasula (trong trận gặp Croatia)
- Maximilian Wöber (trong trận gặp Pháp)
- Jan Vertonghen (trong trận gặp Pháp)
- Robin Hranáč (trong trận gặp Bồ Đào Nha)
- Antonio Rüdiger (trong trận gặp Scotland)
- Riccardo Calafiori (trong trận gặp Tây Ban Nha)
- Donyell Malen (trong trận gặp Áo)
- Robin Le Normand (trong trận gặp Gruzia)
- Mert Müldür (trong trận gặp Hà Lan)
- Samet Akaydin (trong trận gặp Bồ Đào Nha)

Nguồn: UEFA

### Giải thưởng
Đội hình tiêu biểu của giải
Đội quan sát kỹ thuật của UEFA được giao nhiệm vụ nêu tên một đội gồm mười một cầu thủ xuất sắc nhất của giải đấu. Sáu cầu thủ từ đội tuyển Tây Ban Nha đã được chọn.
| Thủ môn      | Hậu vệ                                                  | Tiền vệ                     | Tiền đạo                                 |
| ------------ | ------------------------------------------------------- | --------------------------- | ---------------------------------------- |
| Mike Maignan | Kyle Walker Manuel Akanji William Saliba Marc Cucurella | Dani Olmo Rodri Fabián Ruiz | Lamine Yamal Jamal Musiala Nico Williams |

Cầu thủ xuất sắc nhất
- Rodri[93]

Cầu thủ trẻ xuất sắc nhất
- Lamine Yamal – (13/7/2007, 17 tuổi)[94]

Vua phá lưới
Giải thưởng "Vua phá lưới Alipay" (trao cho cầu thủ ghi nhiều bàn thắng nhất của giải đấu) được phép chia sẻ giữa nhiều cầu thủ, trong khi ở các mùa giải trước sử dụng các pha kiến tạo và phút thi đấu làm tiêu chí phụ để xác định.
- Cody Gakpo
- Harry Kane
- Georges Mikautadze
- Jamal Musiala
- Dani Olmo
- Ivan Schranz

(mỗi cầu thủ ghi 3 bàn thắng)
Bàn thắng đẹp nhất
- Lamine Yamal (bàn thắng vào lưới đội Pháp).[96]

### Kỷ luật
Một cầu thủ hoặc quan chức của đội sẽ tự động bị đình chỉ thi đấu trận tiếp theo nếu vi phạm các lỗi sau:
- Nhận thẻ đỏ (thời gian treo giò có thể kéo dài nếu phạm lỗi nghiêm trọng)
- Nhận 2 thẻ vàng trong 2 trận đấu; thẻ vàng đã bị xóa sau khi trận đấu kết thúc (thẻ vàng không áp dụng cho bất kỳ trận đấu quốc tế nào khác trong tương lai)

Các đình chỉ sau đây đã được thực hiện trong suốt giải đấu:
| Cầu thủ                      | Vi phạm | Đình chỉ |
| ---------------------------- | --- | --- |
| Giorgi Loria                 | vòng loại gặp Hy Lạp (26 tháng 3 năm 2024)                                                                            | Bảng F gặp Thổ Nhĩ Kỳ (lượt trận 1; 18 tháng 6 năm 2024)                                                    |
| Ryan Porteous                | Bảng A gặp Đức (lượt trận 1; 14 tháng 6 năm 2024)                                                                     | Bảng A gặp Thụy Sĩ (lượt trận 2; 19 tháng 6 năm 2024) Bảng A gặp Hungary (lượt trận 3; 23 tháng 6 năm 2024) |
| Mirlind Daku                 | Những bài hát xúc phạm sau trận gặp Croatia ở Bảng B (lượt trận 2; 19 tháng 6 năm 2024)                               | Bảng B gặp Tây Ban Nha (lượt trận 3; 24 tháng 6 năm 2024)                                                   |
| Rodri                        | Bảng B gặp Croatia (lượt trận 1; 15 tháng 6 năm 2024) · Bảng B gặp Ý (lượt trận 2; 20 tháng 6 năm 2024)               | Bảng B gặp Albania (lượt trận 3; 24 tháng 6 năm 2024)                                                       |
| Dodi Lukebakio               | Bảng E gặp Slovakia (lượt trận 1; 17 tháng 6 năm 2024) · Bảng E gặp România (lượt trận 2; 22 tháng 6 năm 2024)        | Bảng E gặp Ukraina (lượt trận 3; 26 tháng 6 năm 2024)                                                       |
| Rafael Leão                  | Bảng F gặp Cộng hòa Séc (lượt trận 1; 18 tháng 6 năm 2024) · Bảng F gặp Thổ Nhĩ Kỳ (lượt trận 2; 22 tháng 6 năm 2024) | Bảng F gặp Gruzia (lượt trận 3; 26 tháng 6 năm 2024)                                                        |
| Abdülkerim Bardakcı          | Bảng F gặp Gruzia (lượt trận 1; 18 tháng 6 năm 2024) · Bảng F gặp Bồ Đào Nha (lượt trận 2; 22 tháng 6 năm 2024)       | Bảng F gặp Cộng hòa Séc (lượt trận 3; 26 tháng 6 năm 2024)                                                  |
| Jonathan Tah                 | Bảng A gặp Scotland (lượt trận 1; 14 tháng 6 năm 2024) · Bảng A gặp Thụy Sĩ (lượt trận 3; 23 tháng 6 năm 2024)        | Vòng 16 đội gặp Đan Mạch (29 tháng 6 năm 2024)                                                              |
| Silvan Widmer                | Bảng A gặp Hungary (lượt trận 1; 15 tháng 6 năm 2024) · Bảng A gặp Đức (lượt trận 3; 23 tháng 6 năm 2024)             | Vòng 16 đội gặp Ý (29 tháng 6 năm 2024)                                                                     |
| Riccardo Calafiori           | Bảng B gặp Albania (lượt trận 1; 15 tháng 6 năm 2024) · Bảng B gặp Croatia (lượt trận 3; 24 tháng 6 năm 2024)         | Vòng 16 đội gặp Thụy Sĩ (29 tháng 6 năm 2024)                                                               |
| Patrick Wimmer               | Bảng D gặp Ba Lan (lượt trận 2; 21 tháng 6 năm 2024) · Bảng D gặp Hà Lan (lượt trận 3; 25 tháng 6 năm 2024)           | Vòng 16 đội gặp Thổ Nhĩ Kỳ (2 tháng 7 năm 2024)                                                             |
| Morten Hjulmand              | Bảng C gặp Slovenia (lượt trận 1; 16 tháng 6 năm 2024) · Bảng C gặp Serbia (lượt trận 3; 25 tháng 6 năm 2024)         | Vòng 16 đội gặp Đức (29 tháng 6 năm 2024)                                                                   |
| Erik Janža                   | Bảng C gặp Serbia (lượt trận 2; 20 tháng 6 năm 2024) · Bảng C gặp Anh (lượt trận 3; 25 tháng 6 năm 2024)              | Vòng 16 đội gặp Bồ Đào Nha (1 tháng 7 năm 2024)                                                             |
| Nicușor Bancu                | Bảng E gặp Bỉ (lượt trận 2; 22 tháng 6 năm 2024) · Bảng E gặp Slovakia (lượt trận 3; 26 tháng 6 năm 2024)             | Vòng 16 đội gặp Hà Lan (2 tháng 7 năm 2024)                                                                 |
| Antonín Barák                | Bảng F gặp Thổ Nhĩ Kỳ (lượt trận 3; 26 tháng 6 năm 2024)                                                              | Đình chỉ sau giải đấu                                                                                       |
| Tomáš Chorý                  | Bảng F gặp Thổ Nhĩ Kỳ (lượt trận 3; 26 tháng 6 năm 2024)                                                              | Đình chỉ sau giải đấu                                                                                       |
| Anzor Mekvabishvili          | Bảng F gặp Cộng hòa Séc (lượt trận 2; 22 tháng 6 năm 2024) · Bảng F gặp Bồ Đào Nha (lượt trận 3; 26 tháng 6 năm 2024) | Vòng 16 đội gặp Tây Ban Nha (30 tháng 6 năm 2024)                                                           |
| Samet Akaydin                | Bảng F gặp Bồ Đào Nha (lượt trận 2; 22 tháng 6 năm 2024) · Bảng F gặp Cộng hòa Séc (lượt trận 3; 26 tháng 6 năm 2024) | Vòng 16 đội gặp Áo (2 tháng 7 năm 2024)                                                                     |
| Hakan Çalhanoğlu             | Bảng F gặp Gruzia (lượt trận 1; 18 tháng 6 năm 2024) · Bảng F gặp Cộng hòa Séc (lượt trận 3; 26 tháng 6 năm 2024)     | Vòng 16 đội gặp Áo (2 tháng 7 năm 2024)                                                                     |
| Marc Guéhi                   | Bảng C gặp Slovenia (lượt trận 3; 25 tháng 6 năm 2024) · Vòng 16 đội gặp Slovakia (30 tháng 6 năm 2024)               | Tứ kết gặp Thụy Sĩ (6 tháng 7 năm 2024)                                                                     |
| Adrien Rabiot                | Bảng D gặp Ba Lan (lượt trận 3; 25 tháng 6 năm 2024) · Vòng 16 đội gặp Bỉ (1 tháng 7 năm 2024)                        | Tứ kết gặp Bồ Đào Nha (5 tháng 7 năm 2024)                                                                  |
| Matjaž Kek (huấn luyện viên) | Vòng 16 đội gặp Bồ Đào Nha (1 tháng 7 năm 2024)                                                                       | Đình chỉ sau giải đấu                                                                                       |
| Orkun Kökçü                  | Bảng F gặp Cộng hòa Séc (lượt trận 3; 26 tháng 6 năm 2024) · Vòng 16 đội gặp Áo (2 tháng 7 năm 2024)                  | Tứ kết gặp Hà Lan (6 tháng 7 năm 2024)                                                                      |
| İsmail Yüksek                | Bảng F gặp Cộng hòa Séc (lượt trận 3; 26 tháng 6 năm 2024) · Vòng 16 đội gặp Áo (2 tháng 7 năm 2024)                  | Tứ kết gặp Hà Lan (6 tháng 7 năm 2024)                                                                      |
| Merih Demiral                | Cử chỉ tay liên quan đến một nhóm cực đoan dân tộc chủ nghĩa trong trận gặp Áo ở Vòng 16 đội (2 tháng 7 năm 2024)     | Tứ kết gặp Hà Lan (6 tháng 7 năm 2024)                                                                      |
| Dani Carvajal                | Tứ kết gặp Đức (5 tháng 7 năm 2024)                                                                                   | Bán kết gặp Pháp (9 tháng 7 năm 2024)                                                                       |
| Robin Le Normand             | Bảng B gặp Ý (lượt trận 2; 20 tháng 6 năm 2024) · Tứ kết gặp Đức (5 tháng 7 năm 2024)                                 | Bán kết gặp Pháp (9 tháng 7 năm 2024)                                                                       |
| Bertuğ Yıldırım              | Tứ kết gặp Hà Lan (6 tháng 7 năm 2024)                                                                                | Đình chỉ sau giải đấu                                                                                       |

1. ↑  Daku bị đình chỉ thi đấu hai trận, trận thứ hai bị đình chỉ sau giải đấu.
2. ↑  Demiral bị đình chỉ thi đấu hai trận, trận thứ hai bị đình chỉ sau giải đấu.

### Bảng xếp hạng giải đấu
| Hạng                  | Đội tuyển     | Trận | Thắng | Hòa | Thua | BT | BB | HS  | Điểm |
| --------------------- | ------------- | ---- | ----- | --- | ---- | -- | -- | --- | ---- |
| 1                     | Tây Ban Nha   | 7    | 7     | 0   | 0    | 15 | 4  | +11 | 21   |
| 2                     | Anh           | 7    | 3     | 3   | 1    | 8  | 6  | +2  | 12   |
| Bị loại ở bán kết     |               |      |       |     |      |    |    |     |      |
| 3                     | Hà Lan        | 6    | 3     | 1   | 2    | 10 | 7  | +3  | 10   |
| 4                     | Pháp          | 6    | 2     | 3   | 1    | 4  | 3  | +1  | 9    |
| Bị loại ở tứ kết      |               |      |       |     |      |    |    |     |      |
| 5                     | Đức (Chủ nhà) | 5    | 3     | 1   | 1    | 11 | 4  | +7  | 10   |
| 6                     | Thụy Sĩ       | 5    | 2     | 3   | 0    | 8  | 4  | +4  | 9    |
| 7                     | Thổ Nhĩ Kỳ    | 5    | 3     | 0   | 2    | 8  | 8  | 0   | 9    |
| 8                     | Bồ Đào Nha    | 5    | 2     | 2   | 1    | 5  | 3  | +2  | 8    |
| Bị loại ở vòng 16 đội |               |      |       |     |      |    |    |     |      |
| 9                     | Áo            | 4    | 2     | 0   | 2    | 7  | 6  | +1  | 6    |
| 10                    | Bỉ            | 4    | 1     | 1   | 2    | 2  | 2  | 0   | 4    |
| 11                    | Slovenia      | 4    | 0     | 4   | 0    | 2  | 2  | 0   | 4    |
| 12                    | Slovakia      | 4    | 1     | 1   | 2    | 4  | 5  | −1  | 4    |
| 13                    | România       | 4    | 1     | 1   | 2    | 4  | 6  | −2  | 4    |
| 14                    | Ý             | 4    | 1     | 1   | 2    | 3  | 5  | −2  | 4    |
| 15                    | Gruzia        | 4    | 1     | 1   | 2    | 5  | 8  | −3  | 4    |
| 16                    | Đan Mạch      | 4    | 0     | 3   | 1    | 2  | 4  | −2  | 3    |
| Bị loại ở vòng bảng   |               |      |       |     |      |    |    |     |      |
| 17                    | Ukraina       | 3    | 1     | 1   | 1    | 2  | 4  | −2  | 4    |
| 18                    | Hungary       | 3    | 1     | 0   | 2    | 2  | 5  | −3  | 3    |
| 19                    | Serbia        | 3    | 0     | 2   | 1    | 1  | 2  | −1  | 2    |
| 20                    | Croatia       | 3    | 0     | 2   | 1    | 3  | 6  | −3  | 2    |
| 21                    | Albania       | 3    | 0     | 1   | 2    | 3  | 5  | −2  | 1    |
| 22                    | Cộng hòa Séc  | 3    | 0     | 1   | 2    | 3  | 5  | −2  | 1    |
| 23                    | Ba Lan        | 3    | 0     | 1   | 2    | 3  | 6  | −3  | 1    |
| 24                    | Scotland      | 3    | 0     | 1   | 2    | 2  | 7  | −5  | 1    |

### Tiền thưởng
Tiền thưởng đã được hoàn thành vào ngày 2 tháng 12 năm 2023. Mỗi đội tuyển nhận được một khoản phí tham gia 9,25 triệu euro, với đội thắng có thể giành được tối đa 28,25 triệu euro.
| Vòng đã đạt được | Số tiền thưởng (triệu €)                      | Số đội |
| ---------------- | --------------------------------------------- | ------ |
| Vòng chung kết   | 9,25                                          | 24     |
| Vòng bảng        | 1 (cho một trận thắng) 0,5 (cho một trận hòa) | 24     |
| Vòng 16 đội      | 1,5                                           | 16     |
| Tứ kết           | 2,5                                           | 8      |
| Bán kết          | 4                                             | 4      |
| Á quân           | 5                                             | 1      |
| Vô địch          | 8                                             | 1      |

### Kỷ lục
- Sau khi giành được danh hiệu thứ tư kỷ lục, Tây Ban Nha đã trở thành đội vô địch đầu tiên giành chiến thắng trong tất cả các trận đấu vòng bảng hai lần (trước đó là năm 2008), với Pháp (1984) và Ý (2021) là những đội duy nhất khác làm được điều này một lần. Thống kê này tính từ mùa giải 1980, bắt đầu có vòng bảng.[102]
- Tây Ban Nha cũng trở thành đội tuyển đầu tiên giành chiến thắng trong cả bảy trận đấu tại giải mà không cần đến loạt sút luân lưu.[103] Pháp cũng giành chiến thắng trong mọi trận đấu mà không cần đến loạt sút luân lưu năm 1984, nhưng chỉ thi đấu năm trận.
- 15 bàn thắng của Tây Ban Nha đã phá vỡ kỷ lục về số bàn thắng nhiều nhất mà một đội ghi được. Kỷ lục trước đó do Pháp nắm giữ, ghi 14 bàn vào năm 1984. Mười cầu thủ khác nhau đã ghi bàn cho Tây Ban Nha, một kỷ lục khác.[102]
- Với trận mở màn giải đấu Đức gặp Scotland, Julian Nagelsmann đã trở thành huấn luyện viên trưởng trẻ nhất tham dự một trận đấu tại Euro khi 36 tuổi và 327 ngày, vượt qua kỷ lục trước đó được lập vào năm 2000 bởi huấn luyện viên Slovenia Srečko Katanec sáu ngày.[102]
- Lamine Yamal trở thành cầu thủ trẻ nhất góp mặt tại Giải vô địch bóng đá châu Âu UEFA ở tuổi 16 và 338 ngày sau khi thi đấu cho Tây Ban Nha trong trận gặp Croatia. Kỷ lục trước đó là Kacper Kozłowski của Ba Lan, 17 tuổi và 246 ngày vào năm 2021.[104] Sau đó, Lamine Yamal, với bàn thắng trong trận bán kết gặp Pháp, đã trở thành cầu thủ trẻ nhất ghi bàn trong lịch sử Euro, lúc 16 tuổi 362 ngày. Kỷ lục trước đó là Johan Vonlanthen của Thụy Sĩ, lúc 18 tuổi 141 ngày vào năm 2004, cũng gặp Pháp.[105] Với sự xuất hiện trong trận chung kết, một ngày sau sinh nhật lần thứ 17, Yamal trở thành cầu thủ trẻ nhất vừa xuất hiện vừa giành chiến thắng trong trận chung kết Euro.[106] Trước đó, cầu thủ trẻ nhất vừa xuất hiện vừa giành chiến thắng trong trận chung kết là Renato Sanches của Bồ Đào Nha, vào năm 2016, khi 18 tuổi và 328 ngày.
- Nedim Bajrami đã lập kỷ lục về bàn thắng nhanh nhất trong lịch sử Euro, ghi bàn cho Albania trước Ý trong 23 giây. Thành tích này đã phá vỡ kỷ lục trước đó là 67 giây, do Dmitri Kirichenko của Nga lập vào năm 2004. Bàn thắng của Kirichenko sau đó đã được đẩy lên vị trí thứ ba sau bàn thắng của Merih Demiral cho Thổ Nhĩ Kỳ trước Áo ở vòng 16 đội, chỉ sau 58 giây. Bàn thắng nhanh thứ tư cũng được ghi nhận, khi Youri Tielemans ghi bàn cho Bỉ trước România chỉ sau 74 giây.[107]
- Pepe của Bồ Đào Nha đã trở thành cầu thủ lớn tuổi nhất xuất hiện tại Giải bóng đá vô địch châu Âu, ở tuổi 41. Thủ môn Gabor Király của Hungary, người nắm giữ kỷ lục trước đó, đã 40 tuổi 86 ngày khi đối đầu với Bỉ ở vòng 16 đội năm 2016. Trước Pepe, cầu thủ ngoài sân lớn tuổi nhất là Lothar Matthäus, người đã giành được lần khoác áo thứ 150 và cũng là lần cuối cùng cho Đức lúc 39 tuổi 91 ngày vào năm 2000.[108]
- Cristiano Ronaldo đã nới rộng kỷ lục về số lần tham dự giải đấu nhất khi tham gia Giải vô địch bóng đá châu Âu lần thứ sáu của mình.[109]
- Luka Modrić trở thành cầu thủ lớn tuổi nhất ghi bàn tại Giải bóng đá vô địch châu Âu, với 38 tuổi và 289 ngày. Kỷ lục trước đó được nắm giữ bởi Ivica Vastic của Áo, người đã 38 tuổi và 257 ngày khi ghi bàn vào lưới Ba Lan năm 2008.[110]
- Kevin Csoboth đã lập kỷ lục về bàn thắng muộn nhất trong thời gian thi đấu chính thức, ghi bàn cho Hungary trước Scotland ở phút thứ 90+10'.[111][112]
- Trận đấu cuối cùng của Bảng F giữa Cộng hòa Séc và Thổ Nhĩ Kỳ đã phá vỡ kỷ lục về số lượng thẻ phạt nhiều nhất trong một trận đấu. 19 thẻ phạt (17 thẻ vàng và 2 thẻ đỏ) đã được rút ra (Cộng hòa Séc nhận 7 thẻ và Thổ Nhĩ Kỳ nhận 12 thẻ), vượt qua kỷ lục trước đó là 10 thẻ phạt trong trận chung kết Euro 2016 giữa Bồ Đào Nha và Pháp.[113]
- Thủ môn người Bồ Đào Nha Diogo Costa đã có 3 pha cản phá thành công trong loạt sút luân lưu ở Vòng 16 đội gặp Slovenia, cân bằng kỷ lục về số pha cản phá thành công nhiều nhất trong một loạt sút luân lưu, kỷ lục cũ do Francessco Toldo lập vào Euro 2000, trong khi Slovenia trở thành đội đầu tiên trong lịch sử giải đấu đá hỏng tất cả các quả luân lưu của họ.[114][115]

## Tiếp thị

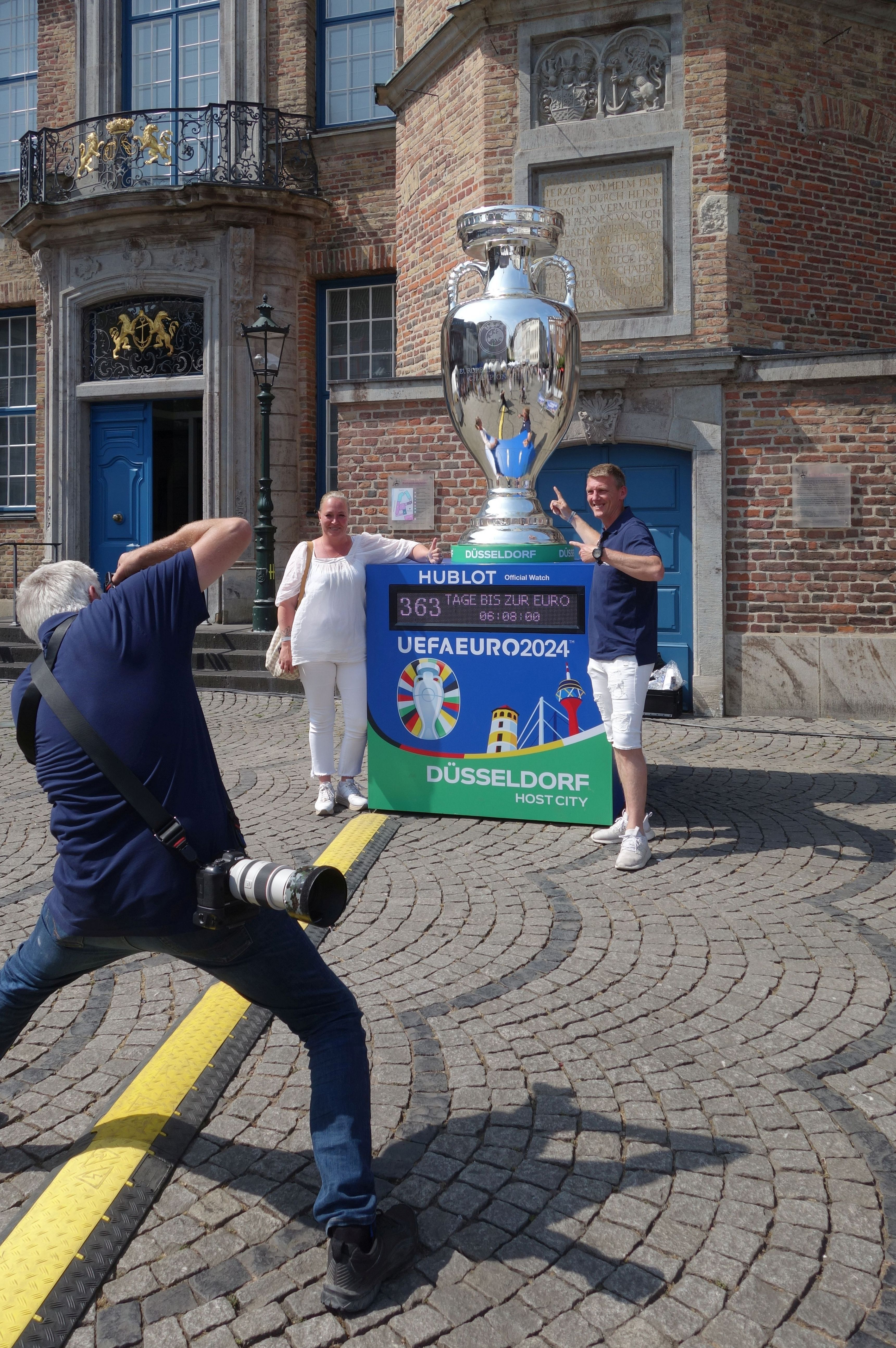
Đồng hồ đếm ngược cho UEFA Euro 2024 trước Tòa thị chính Düsseldorf

### Xây dựng thương hiệu
Logo chính thức được ra mắt vào ngày 5 tháng 10 năm 2021, trong một buổi lễ tại Olympiastadion ở Berlin. Logo mô tả Cúp Henri Delaunay với 24 lát màu xung quanh chiếc cúp đại diện cho 24 quốc gia tham gia và hình elip phản ánh hình dạng của Olympiastadion. Ngoài ra, mỗi thành phố trong số 10 thành phố đăng cai tổ chức đều có biểu tượng độc đáo của riêng mình, bao gồm các điểm tham quan địa phương sau:
- Berlin: Cổng Brandenburg
- Cologne: Nhà thờ chính tòa Cologne
- Dortmund: Tháp chữ U Dortmund
- Düsseldorf: Schlossturm, Rheinturm và Rheinkniebrücke
- Frankfurt: Römer
- Gelsenkirchen: Musiktheater im Revier
- Hamburg: Elbphilharmonie
- Leipzig: Tượng đài Trận chiến giữa các quốc gia
- Munich: Frauenkirche
- Stuttgart: Fernsehturm Stuttgart

Khẩu hiệu chính thức của giải đấu là "United by Football. Vereint im Herzen Europas." Khẩu hiệu được chọn để thúc đẩy sự đa dạng và hòa nhập.

### Hàng hóa
Vào tháng 11 năm 2023, có thông báo rằng EA Sports đã mua lại bản quyền trò chơi điện tử UEFA Euro 2024 và bản cập nhật có thể tải xuống Euro 2024 sẽ có trên EA Sports FC 24, EA Sports FC Mobile và EA Sports FC Online vào mùa hè năm 2024. Được phát hành vào ngày 11 tháng 6, bản cập nhật có chế độ giải đấu đầy đủ, giao hữu địa phương và trực tuyến, và chế độ sự nghiệp chơi đơn theo chủ đề Euro, có tên là "Lead Your Nation", mỗi chế độ bao gồm tất cả các đội, cầu thủ và địa điểm tổ chức giải đấu.
Từ Euro 2024, Fanatics sẽ kiểm soát thương mại điện tử, bán lẻ sự kiện và cấp phép cho các giải đấu cấp đội tuyển quốc gia UEFA cho đến Euro 2028.
Topps, cũng thuộc sở hữu của Fanatics, là đối tác nhãn dán và thẻ giao dịch chính thức của giải đấu, đánh dấu sự kết thúc mối quan hệ của Panini với UEFA bắt đầu từ năm 1976. Nhãn dán được sản xuất cho tất cả các đội tuyển Euro 2024, bao gồm cả các đội không đủ điều kiện tham gia vòng play-off vòng loại. Những nhãn dán này có thể được bán, thu thập hoặc trao đổi.

### Bài hát chính thức
Vào tháng 12 năm 2023, nhóm DJ người Ý Meduza, ban nhạc pop Mỹ OneRepublic và ca sĩ người Đức Kim Petras đều được công bố là nghệ sĩ âm nhạc chính thức của giải đấu. Tuy nhiên, vào tháng 3 năm 2024, có thông báo rằng Petras đã rút khỏi hoạt động sản xuất do vấn đề về lịch trình và được thay thế bởi ca sĩ người Đức Leony. Bài hát chính thức, "Fire", được phát hành vào ngày 10 tháng 5 năm 2024. Ngày 14 tháng 6 năm 2024, bản giao hưởng của bài hát chính thức được phát hành trên các nền tảng với tên gọi "Fire (Orchestral Version)". Phiên bản này dự kiến sẽ được sử dụng cho lễ ra sân của các cầu thủ trước mỗi trận và lễ trao giải sau trận chung kết.

### Bản quyền phát sóng
Trung tâm phát sóng quốc tế (IBC) sẽ được đặt tại hội trường của Hội chợ thương mại Leipzig ở Leipzig, Đức.
Không giống như hai giải đấu trước, UEFA đã ngừng phát sóng độ nét cực cao 4K do những hạn chế về mặt kỹ thuật và trong bối cảnh các đài truyền hình châu Âu không mấy quan tâm đến định dạng này so với màu sắc dải động cao (HDR).

### Tài trợ
UEFA sử dụng quảng cáo ảo lần đầu tiên trong lịch sử Euro, có 3 loại tài trợ khác nhau ngoài các nhà tài trợ Toàn cầu, một gói dành cho Đức, một gói dành cho Hoa Kỳ và một gói khác dành cho thị trường Trung Quốc.
Nhà tài trợ toàn cầu chính thức
- Adidas
- Alibaba Group[132][133] (Alipay, AliExpress, WorldFirst)
- Atos[134]
- Betano[135]
- Booking.com[136]
- BYD Auto[137]
- Coca-Cola[138]
- Engelbert Strauss[139]
- Hisense[140]
- Lidl[141]
- Unilever[142]
- Visit Qatar
- Vivo Mobile[143]

Nhà tài trợ quốc gia chính thức của Đức
- Bitburger Brewery[144]
- Deutsche Bahn[145]
- Deutsche Telekom[146]
- Ergo Group[147]
- Wiesenhof[148]

## Biểu tượng

### Linh vật

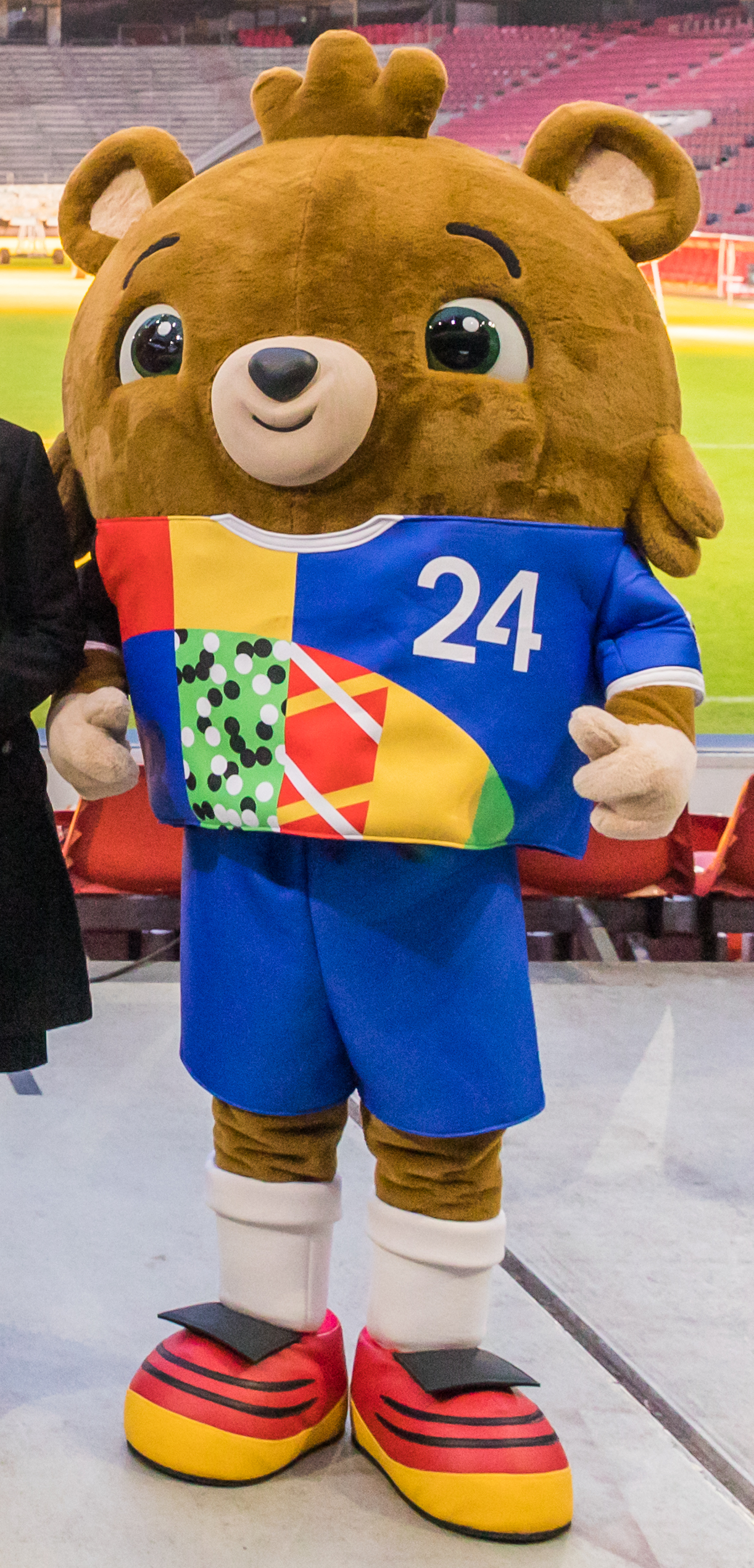
Linh vật chính thức "Albärt"

Linh vật chính thức của UEFA Euro 2024 đã được ra mắt vào ngày 20 tháng 6 năm 2023 tại trận giao hữu quốc tế giữa Đức và Colombia ở Gelsenkirchen. Linh vật là một chú gấu bông mặc quần đùi. Một cuộc bỏ phiếu công khai đã được sử dụng để chọn tên của linh vật, với các tùy chọn là " Albärt", "Bärnardo", "Bärnheart" và "Herzi von Bär". Kết quả được công bố vào ngày 5 tháng 7, với tên linh vật được công bố là "Albärt", nhận được 32% số phiếu bầu .
Không chính thức, sự kiện này thậm chí còn có một nhà tiên tri động vật đi theo bước chân của Paul the Octopus: Bubi the Elephant, người đã "dự đoán" vòng mở màn của Đức với Scotland bằng cú đá đầu tiên của cô ấy thông qua một mục tiêu tạm thời.

### Trái bóng

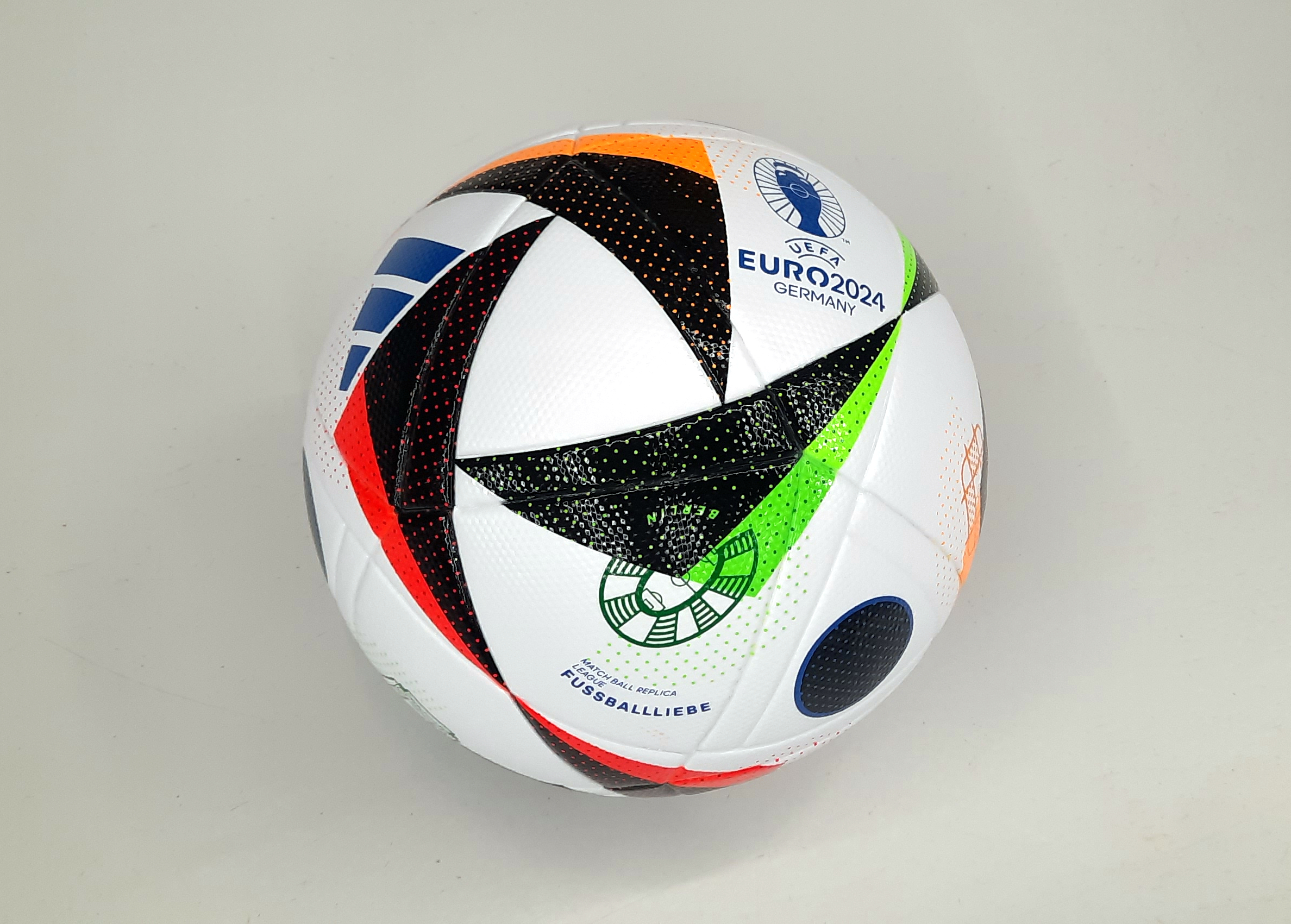
Chính thức bản sao-phiên bản của quả bóng thi đấu "Fussballliebe"

Quả bóng thi đấu chính thức của giải đấu, "Fussballliebe", được UEFA và Adidas ra mắt vào ngày 15 tháng 11 năm 2023. Được dịch từ tiếng Đức với tên gọi "Tình yêu bóng đá", nó có hình cánh màu đen với các cạnh và đường cong màu đỏ, xanh lam, cam và xanh lục để thể hiện sự sôi động của các quốc gia đủ điều kiện đối với giải đấu cũng như tình yêu mà người hâm mộ trên toàn thế giới dành cho bóng đá. Được tạo ra bằng vật liệu hữu cơ bền vững, đây là quả bóng đầu tiên dành cho UEFA Euro có "Công nghệ bóng được kết nối", trong đó quả bóng chứa các cảm biến điện tử bên trong, cho phép các quan chức trận đấu của UEFA phát hiện chuyển động của nó sử dụng để hỗ trợ đưa ra quyết định.

## Tranh cãi và sự cố

### Xâm nhập sân, ném vật thể và các sự can thiệp khác
Trận đấu Bảng F giữa Thổ Nhĩ Kỳ và Bồ Đào Nha đã bị gián đoạn bốn lần bởi những kẻ xâm nhập sân bóng cố gắng chụp ảnh tự sướng với Cristiano Ronaldo. Hai kẻ khác đã xâm nhập sân bóng ngay sau tiếng còi kết thúc trận đấu. Những vụ xâm nhập sân bóng khác đã xảy ra trong trận đấu giữa Albania và Ý, một vụ trong trận đấu giữa Romania và Ukraine, và một vụ trong trận đấu vòng 16 đội giữa Romania và Hà Lan. Trong một vụ xâm nhập sân bóng khác sau trận bán kết giữa Tây Ban Nha và Pháp, một nhân viên bảo vệ đuổi theo kẻ xâm nhập đã vô tình trượt chân vào tiền đạo người Tây Ban Nha Álvaro Morata, người đã bị thương do hậu quả.
Một số cầu thủ và huấn luyện viên đã phàn nàn về việc người hâm mộ ném những chiếc cốc nhựa tái sử dụng xuống sân, đôi khi trúng vào người cầu thủ, đặc biệt là khi thực hiện quả đá phạt góc. Những vật thể khác cũng bị ném, và Kevin De Bruyne đã bị chiếu tia laser vào mắt trong một trận đấu.

### Chấn thương của Barnabás Varga
Trong hiệp hai của trận đấu Bảng A giữa Scotland và Hungary, tiền đạo người Hungary Barnabás Varga đã ngã xuống bất tỉnh sau một pha va chạm với thủ môn người Scotland Angus Gunn. Sau đó người ta phát hiện ra rằng Varga đã bị chấn động não và bị gãy nhiều xương gò má. Ngay sau vụ việc, các nhân viên y tế đã nhanh chóng đến hiện trường và phủ tấm vải bảo vệ xung quanh Varga. Tuy nhiên, những người khiêng cáng được nhìn thấy đang đi về phía cầu thủ, thay vì chạy, khiến các cầu thủ, người hâm mộ và nhân viên đều thất vọng. Đội trưởng Hungary Dominik Szoboszlai và cầu thủ đồng đội Endre Botka đã chạy theo cáng để cố gắng đẩy nhanh quá trình. Sau khi bị thương, đội trưởng đã bày tỏ sự thất vọng của mình, nói rằng đội ngũ y tế đã không phản ứng đủ nhanh, với hy vọng rằng "mọi người có thể tiết kiệm được vài giây và cứu được một mạng người". Điều này đã bị UEFA bác bỏ, họ tuyên bố rằng sự phối hợp giữa đội ngũ y tế tại chỗ là "chuyên nghiệp", "không chậm trễ trong việc điều trị và hỗ trợ cho cầu thủ".
Trận đấu được tiếp tục sau 10 phút, khi Hungary tiếp tục giành chiến thắng với tỷ số 0–1 sau bàn thắng trong thời gian bù giờ của Kevin Csoboth, với Varga đã bình phục hoàn toàn sau khi trải qua ca phẫu thuật.

### Sự cố Balkan
Trong suốt vòng bảng, một số tranh cãi đã nổ ra do hành vi của nhiều người hâm mộ và cầu thủ Balkan. Albania và Serbia đều bị phạt €10.000 (euro) sau khi người hâm mộ của họ trưng bày các biểu tượng phản đối ; người hâm mộ Serbia trưng bày bản đồ Kosovo là một phần của Serbia trong khi người hâm mộ Albania trưng bày bản đồ của Đại Albania. Serbia đe dọa sẽ rút khỏi giải đấu nếu UEFA không có hành động chống lại Croatia và Albania sau khi một số người hâm mộ của họ hô vang các khẩu hiệu chống Serbia trong trận đấu, chẳng hạn như Ubij ubij ubij Srbina ("Giết, giết, giết người Serbia"); một cuộc điều tra sau đó đã được tiến hành đối với Croatia. Sau trận đấu vòng bảng giữa Albania và Croatia, Mirlind Daku đã dẫn đầu những người ủng hộ Albania hô vang các khẩu hiệu chống Macedonia và chống Serbia, và Albania đã bị phạt €47.250 và Daku bị cấm thi đấu hai trận. Nhà báo Kosovo Arlind Sadiku đã bị cấm sau khi làm cử chỉ bắt chéo tay về phía người hâm mộ Serbia trong trận đấu giữa Serbia và Anh.

### Màn ăn mừng của Merih Demiral
Trong trận đấu Áo vs Thổ Nhĩ Kỳ vào ngày 2 tháng 7 năm 2024, cầu thủ người Thổ Nhĩ Kỳ Merih Demiral đã ăn mừng bàn thắng thứ hai của mình trong trận đấu bằng một động tác chào sói. Hành động này được coi là cực đoan dân tộc chủ nghĩa do có liên quan đến nhóm cực hữu Grey Wolves và bị cấm ở Áo cũng như Pháp. Bộ trưởng Nội vụ Đức Nancy Faeser chỉ trích màn ăn mừng này, trong khi chủ tịch Đảng Phong trào Dân tộc Devlet Bahçeli chia sẻ sự ủng hộ của ông đối với màn ăn mừng này. Demiral cũng đăng một bức ảnh trên tài khoản Twitter của mình về cảnh anh đang thực hiện màn ăn mừng cùng với chú thích: "Thật hạnh phúc cho người nói rằng tôi là người Thổ Nhĩ Kỳ!". UEFA đã mở một cuộc điều tra về Demiral vào ngày hôm sau trước khi đưa ra lệnh cấm thi đấu hai trận cho anh, bỏ lỡ trận tứ kết của Thổ Nhĩ Kỳ với Hà Lan, cũng như trận đấu đầu tiên của họ tại UEFA Nations League 2024–25 khi họ bị loại ở tứ kết. Trước trận đấu tiếp theo của Thổ Nhĩ Kỳ với Hà Lan, người hâm mộ Thổ Nhĩ Kỳ đã được nhìn thấy thực hiện cử chỉ tay gây tranh cãi này hàng loạt khi đang trên đường đến sân vận động cũng như bên trong sân vận động.

### Màn ăn mừng của Tây Ban Nha
Sau chiến thắng của Tây Ban Nha trong trận chung kết, các video cho thấy một số cầu thủ Tây Ban Nha ăn mừng bằng những câu hát xúc phạm hướng đến Gibraltar. Liên đoàn bóng đá Gibraltar tuyên bố họ sẽ nộp đơn khiếu nại lên UEFA.